# انتقال طاقي

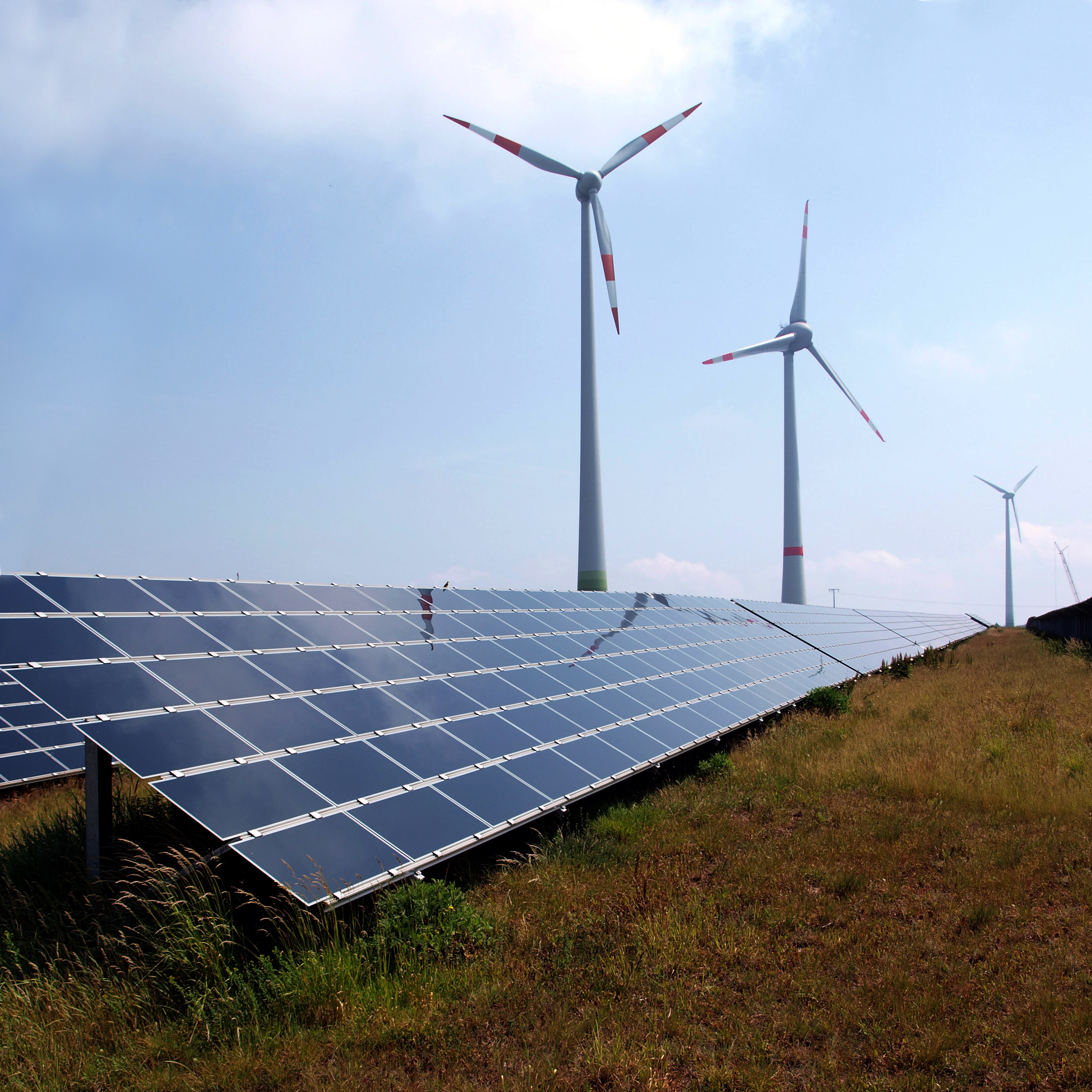
حديقة "شنيبرجرهوف" في راينلند بالاتينات (ألمانيا)
يظهر في مقدمة الصورة الألواح الشمسية، وفي الوسط طواحين الهواء إنركون E-66 (1.5 ميجاواط)، وعلى اليمين طواحين الهواء إنركون E-126 (7.5 ميجاواط)

يمثل الانتقال الطاقة أو التحول إلى الطاقة المستدامة  تغييرًا جذرياً في عملية إنتاج الطاقة واستهلاكها، حيث يُعتبر أحد مكونات التحول البيئي. ولا ينتج التحول من الطاقة الأحفورية إلى الطاقة المستدامة المتجددة عن التطورات التقنية والأسعار وتوفر مصادرها فحسب، بل من الإرادة السياسية للحكومات والشعوب والشركات أيضًا إلى آخره... ممن يرغبون في الحد من الآثار السلبية لقطاع الطاقة التقليدي على البيئة. فقد وضعت عدة مؤسسات حكومية ومنظمات غير حكومية تعريفات وتصورات عن الانتقال الطاقة، وغالبًا تدور هذه السيناريوهات المطروحة حول التحول من نظام الطاقة الحالي القائم على استخدام مصادر الطاقة غير المتجددة، إلى مزيج من أنظمة الطاقة المعتمدة بشكل أساسي على المصادر المتجددة. ويشمل ذلك بدائل للوقود الأحفوري والموارد المحدودة وغير المتجددة (بالمقياس البشري الزمني).
وتتوقع معظم السيناريوهات في أوروبا الغربية انخفاضاً تدريجياً في استخدام الوقود الانشطاري (المواد المشعة مثل اليورانيوم والبلوتونيوم)، والاستعاضة عنها بمصادر الطاقة المتجددة لاستخدامها في جميع الأنشطة البشرية تقريباً مثل (النقل، والصناعة، والإضاءة، والتدفئة، وما إلى ذلك).
وهناك تصور آخر للانتقال الطاقي يتبناه أغلبية العالم، وهو يشجع على استخدام الطاقات التي تنبعث منها غازات دفيئة أقل دون التخلي عن الطاقة النووية، معتبرا أن تغير المناخ الذي يتوقعه الفريق الحكومي الدولي المعني بتغير المناخ يشكل أولوية.
ويهدف الانتقال الطاقي إلى تقليل كمية الطاقة المستهلكة عن طريق تحسين كفاءة استخدام الطاقة في المباني والتكنولوجيات، وعن طريق تغيير أنماط الحياة؛ لذلك فهي تعتبر أيضاً تحول سلوكي واجتماعي تقني، مما يعني أنه ينطوي على تغيير جذري في سياسة الطاقة، ويدعم هذا النهج معهد أوكو وجمعية نيجاوات.
وفي فرنسا وفي أعقاب منتدى غرونيل للبيئة، أطلق حوار وطني لامركزي في الاقاليم في 24 يناير 2012، بقيادة المجلس الوطني للتحاور حول الانتقال الطاقي؛ من أجل التوصل إلى مشروع القانون المعدل منذ عام 2014. واعتمد القانون في يوليو 2015.
وفي عام 2012، وجهت الحكومة الفرنسية نداء بتقديم مشاريع تهدف إلى إنشاء معاهد خاصة بالانتقال الطاقي. (ITE)

## المخاطر
يتلخص التحديد بوجه خاص في:
- الحد من انبعاثات الغازات الدفيئة المسؤولة عن الاحتباس الحراري[ ؟ ] .
- التحول إلى نظام طاقة أكثر أمانا وحماية من المخاطر الصناعية والنووية.
- تطوير نظام طاقة أقل مركزية (من خلال التخلي التدريجي عن الطاقة النووية[4][5]) على مختلف النطاقات المكانية للتنمية: المعمارية والحضرية والمناظر الطبيعية.[6]
- التحرك صوب انخفاض استهلاك الطاقة (الكفاءة، وكفاءة الطاقة)، وهذا ما ينبغي فعله أيضا.
- الحد من التوترات الجيوسياسية الناتجة عن عدم المساواة في الحصول على الطاقة، وانخفاض توفر الطاقة لكل شخص؛[7] بهدف توفير الطاقة للجميع.
- حماية الصحة العامة.
- ضمان المزيد من الوظائف المحلية، وتوزيعها بشكل أفضل وأقل قابلية للتغيير (في حالة سيناريو نيجاوات مثال [8]).

ولذلك؛ فإن الأمر يتعلق بشكل خاص عن الانتقال الطاقي الكربوني (النفط والغاز الطبيعي والفحم[ ؟ ]) أو الخطر (النووي) أو الملوثة (الحرق) إلى طاقات نظيفة وآمنة، مثل الطاقة الشمسية (الحرارية أو الضوئية)، وطاقة الرياح، والطاقة المائية، والطاقة الحرارية الأرضية، والمد والجزر؛ وغالبا ما تدمج الكتلة الحيوية أيضا في مزيج الطاقة المقترح لتحقيق الانتقال الطاقي، على الرغم من العوائق المتعلقة بتلوث الهواء، كما تفضل بعض الجهات طرق الإنتاج والتوزيع اللامركزية.
وباعتبارها عملية تطور، يتحدث جيريمي ريفكين عن «ثورة» تجمع بين الانتقال الطاقي وثورة نظام المعلومات، والمصدر من خلال شبكة الإنترنت «للثورة الصناعية الثالثة» التي تتيح في النهاية استغلال المصادر المنتشرة المكونة للطاقات المتجددة من جهة، ومن جهة أخرى إمكانية توفير الطاقة، ولم يعد هذا الطابع «المنتشر» نقطة ضعف؛ بل على العكس أصبح نقطة قوة، حيث يتم توزيعه على نحو أفضل من أي مورد معدني أو أحفوري آخر، لا يمكن أن يؤدي أبداً إلى حدوث صراع جيوسياسي، بل يسمح بالمشاركة المحلية للثروة المكتسبة عن طريق تطوير إمكانات الطاقة في كل إقليم.
تستغرق القياسات الفردية وقتا طويلا وتكون محدودة، ومن ثم فإن هذا الانتقال يجمع على نطاق واسع بين توفير الطاقة وكفاءة استخدامها في الأقاليم والمدن (المدن التي تمر بمرحلة انتقالية)، ولا سيما من خلال تغيير شبكات الحرارة الحضرية إلى الشبكات[ ؟ ] الذكية (مثال ذلك ما تقوم به عدادات الكهرباء الذكية من التقليل في استهلاك الطاقة في الوقت الذي تكون فيه الكهرباء أكثر وفرة وأقل تكلفة، حيث يتم إنتاج الطاقة محليا)، ومن خلال منظور أوسع تهدف المشاريع غير اللامركزية مثل مشروع ديزرتيك إلى التوسع الكبير في إنتاج الطاقة المولدة من الحرارة الشمسية في جنوب أوروبا وشمال أفريقيا والشرق الأدنى.
وتعوض شبكة نقل الكهرباء المترابطة و«الذكية» جزء كبير من الشكل غير المنتظم محليا لطاقة الرياح والطاقة الشمسية بفضل التعديلات التي يسمح بها الفائض الناتج في أماكن أخرى وبعض وسائل التخزين المؤقت، يتم عمل دراسة ربحية وجدوى لهذه المشاريع.

## تاريخ هذا المفهوم
ظهر مفهوم الانتقال الطاقي في ألمانيا والنمسا (إنرجيويند) حيث بدأت نشأته كمجموعة من التوقعات والمقترحات العلمية التي وضعها معهد أوكو الألماني في عام 1980، بهدف إيجاد بديل للنفط والذرّة.
وتم نشر هذه التوقعات في شكل "كتاب أبيض"، وفي 16 فبراير من نفس العام عُقد المؤتمر الأول في برلين والذي نظمته وزارة البيئة الألمانية حول الانتقال الطاقي والتخلي عن الطاقة النووية وكيفية حماية البيئة".
وتم تناول هذا المفهوم في فرنسا، أوائل عام 2009، في كتابين من زاويتين مختلفتين ويمكن للجمهور الوصول إليهما؛ أحدهما من زواية انثروبولوجية وسياسية (الانتقال الطاقي، ميشيل جيه دوبوا)، والآخر من زاوية تقنية - اقتصادية (نجاح التحول للطاقة، الكسندر روجي).
وبمعنى أوسع، يشمل المفهوم أيضاً تحقيق ديمقراطية إمدادات الطاقة، يتم التحكم في السوق في نموذج الطاقة التقليدية بواسطة عدد قليل من مجموعات ذات نفوذ كبير؛ مما يترتب عليه الاحتكار على المستوى السياسي والتنافسي، وعلى العكس من ذلك يمكن عادة نشر نظم الطاقة المتجددة بطريقة لامركزية، ويمكن أن يشارك الناس مباشرة في إنتاج الطاقة، من خلال النماذج التشاركية مثل مزارع[ ؟ ] الرياح والمجمعات الشمسية للمواطنين.
يعتقد بعض الكتاب مثل تيم جاكسون، أن الانتقال لن يأتي من الدول أو من المجتمعات المحلية التي يجب أن تتحمل مسؤولياتها وتطويرها إلى «مجتمعات محلية منخفضة الكربون» كما هو الحال في شلتنهام، ويمكن أن تشمل المنشآت الكهروضوئية والبدائل الأخرى للمواطنين والأفراد وكذلك التجمعات (مثل: مباني البلدية والمباني الحكومية والمؤسسات العامة وغيرها) تسهيلات أكبر مما هي عليه في النموذج التقليدي الذي يعود بالنفع بوجه عام على المساهمين. ويمكن أيضاً أن تعطي لامركزية الطاقة (المتجددة) الأهمية للأقاليم والمناطق الريفية لتحسين التوازن التجاري عن طريق خفض واردات الطاقة، وتؤدي هذه الطاقات دوراً يعمل على زيادة استراتيجيات الطاقة الريفية وتطويرها مدعومةً من السلطات المحلية، ولا سيماً من خلال مخططات المناخ والطاقة الإقليمية والخطط المناخية في فرنسا.

## الأوضاع حسب البلاد

### ألمانيا

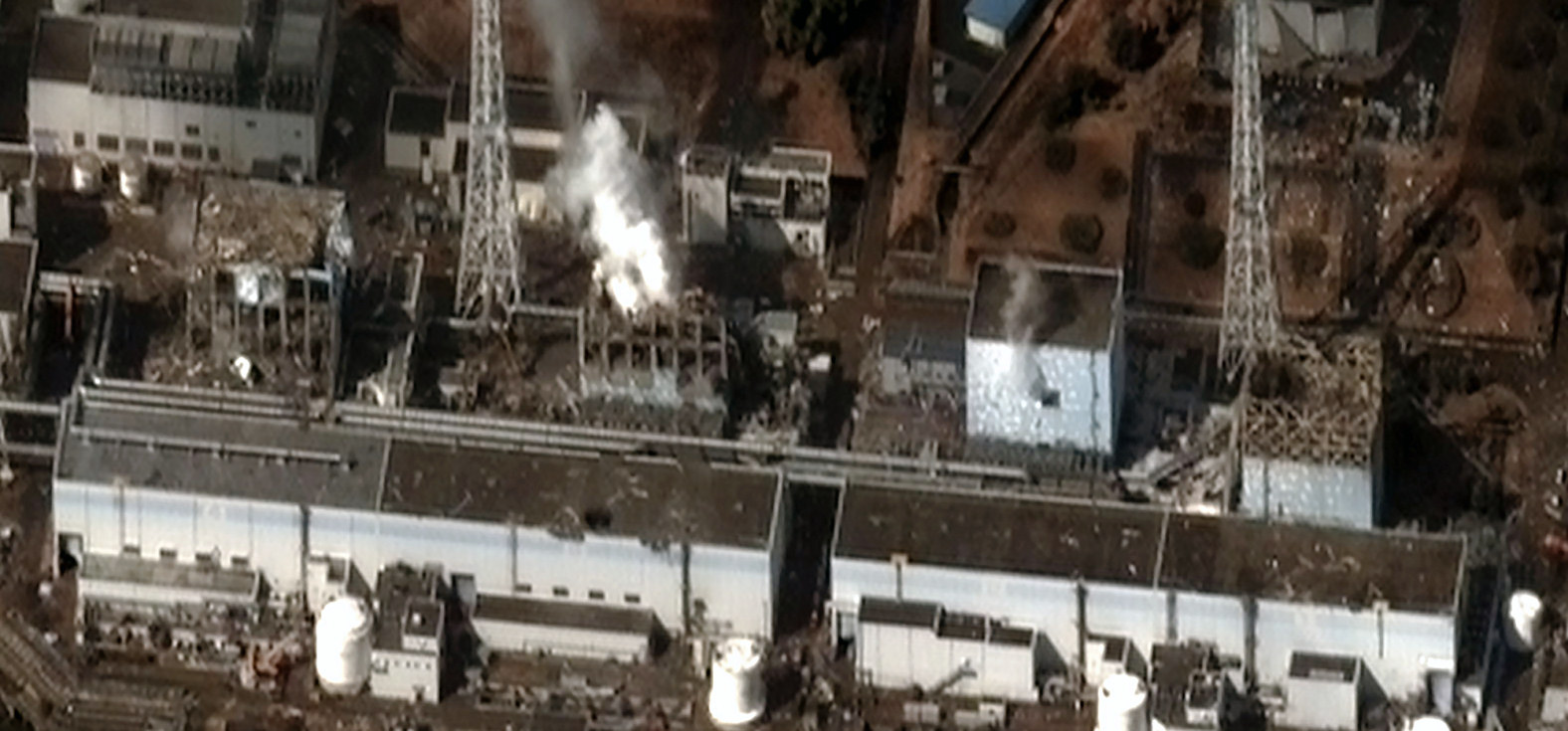
محطة توليد الكهرباء المدمرة من فوكوشيما داييتشى. بعد كارثة تشرنوبيل، كانت كارثة فوكوشيما إحدى محفزات الناتج الثاني النووي في المانيا.

تبنى البرلمان الألماني في عام 2000 الخطة الأولى للتخفيض التدريجي من الطاقة النووية، واسمه «التوافق النووي». قررت حكومة ميركل الثانية في خريف عام 2010 الإبقاء على 17 مفاعلاً ألمانياً لمدة 8 سنوات لجزءٍ منها، وحتى 14 عامًا للجزء الآخر.
استهدفت الحكومة الألمانية في عام 2009 نسبة 18% من الطاقة المتجددة في الطاقة النهائية. وفي عام 2010، وفي دراستهم عن الاحتمالات «الطاقة المتجددة في 2020 - أطلس الاحتمالات في ألمانيا»، توقعت وكالة الطاقة المتجددة واتحاد الطاقة المتجددة أنه من الممكن في عام 2020 الوصول لنسبة 28٪، مع الحفاظ على استخدام معقول للمجال، وسيصبح من الممكن تغطية 47٪ من احتياجات الكهرباء و25٪ للتدفئة و22٪ للنقل.
وفي مارس 2011 بعد الحادث النووي في فوكوشيما، اليابان. وفي 11 مارس2011، وبعد الزلزال الشديد وموجات التسونامي، انهارت أنظمة التبريد لسبعة أحواض تبريد المحطة النووية و3 مفاعلات نووية، مما أسفر عن عدة انفجارات وحرائق، فضلاً عن انهيار تام في المفاعلات الثلاثة وإطلاق كميات كبيرة من المواد المشعة في البيئة.
قررت الحكومة الاتحادية الألمانية بعد وقتٍ قصيرٍ من وقوع الحادث، فرض قيود على الأسلحة النووية لمدة 3 أشهر، وأعلنت بعد ذلك بستة أشهر عزمها على العودة جزئياً إلى تمديد فترة محطات توليد الكهرباء وإغلاق أقدم المفاعلات على النحو المتفق عليه بالإجماع في صيف عام 2000 وأخيراً صوت البرلمانالألماني في صيف 2011 مرةً أخرى على سحب الطاقة النووية.
قررت حكومة ميركل الثانية في 6 يونيو 2011، إغلاق 8 محطات للطاقة النووية وسحب الأسلحة النووية تدريجياً حتى عام 2022.
اعتمد البرلمان الألماني في 30 يونيو 2011، في تصويت بالاقتراع العام بأغلبية كبيرة (513 صوتا) «القانون الثالث عشر الذي يحمل تعديلاً بشأن التشريع النووي»، الذي يحدد وقف استخدام الطاقة النووية والتعجيل بتحويل الطاقة.
وبشكل أكثر تحديدًا، يؤدي هذا القانون إلى انتهاء صلاحيات إذن التشغيل ل 8 محطات ألمانية من أصل 17، وتوقف متدرج للتسع محطات المتبقية.
كما أعلن منتجي الكهرباء النمساويون توقعهم لقدرة إنتاجية إضافية لمساعدة ألمانيا عند الحاجة، في حالة نقص الكهرباء خلال فصل الشتاء، وتقترح روسيا أيضاً مساعدة ألمانيا اعتبارا من عام 2016 في حالة حدوث نقص، وذلك باستخدام الكهرباء المتولدة من الطاقة النووية ومرورها عبر بولندا.
ومع ذلك، لا تزال ألمانيا من الدول المصدرة للكهرباء في ظل ذروة الاستهلاك الناجم عن موجة البرد في شتاء 2012، وتصدر ألمانيا في المتوسط ما يتراوح بين 150 إلى 170 كيلوواط في الساعة يومياً، أي ما يعادل إنتاج من 5 إلى 6 مفاعلات نووية كبيرة، بعد ذلك أعلن قاسدة شبكات التوزيع حالة من الاستقرار في إنتاج الكهرباء من الطاقات المتجددة.
وقع أكثر من 30 من كبار الباحثين في مجال الطاقة في يناير 2012 على رسالة حذروا فيها قادة وممثلي البلد من احتمال وجود فشل في الانتقال الطاقي في ألمانيا، وصرح هؤلاء الباحثون في هذه الرسالة الموجهة إلى المستشارة الألمانية أنجيلا ميركل ووزير الاقتصاد فيليب روسلير ووزير البيئة السابق نوربرت روتغين وأعضاء اللجان البرلمانية للشؤون الاقتصادية والبيئية، بإن المشروع التحول «لا يمكن تحقيقه إلا في سياق تخفيض مستدام لاحتياجات الطاقة». وأضافوا بأنه يجب وضع أدوات فعالة في جميع المجالات للحد من استهلاك الطاقة، وتعتبر التدابير المتخذة حتى الآن «متناقضة»؛ ولذلك يطالبون الحكومة «ببذل مزيدًا من الجهود وتنفيذ سياسة توفير الطاقة التي ستحقق الأهداف المنشودة التي وضعتها لنفسها».
ولا تزال نظرية الانتقال الطاقي موضوعًا مثيراً للجدل بين الجهات الاقتصادية ويراود اتحاد الصناعات الألمانية، وخاصة الصناعات كبيرة الاستهلاك للطاقة، فضلا عن منتجي الطاقة الموجودين بالفعل جميعاً، شكوكًا في الانتقال الطاقي، في المقابل تسلط شركات أخرى مثل سيمنز وميونخ ري، ومنتجي الطاقة المتجددة وعدد كبير من الحرفيين الضوء على مزايا التحول إلى الطاقات المتجددة. كما يعتبر اتحاد موردي المياه والطاقة الألماني، وهو مجموعة ضغط نشطة في مجال إدارة الطاقة، أن الانتقال الطاقي امراً "لا رجعة فيه"، ففي أبريل 2012، صرح هيلديغارد مولر، المديرة الرئيسية للاتحاد، لصحيفة فدي ناكريشتن الأسبوعية قائلة: "لم يعد الأمر يتعلق بمعرفته فقط، بل كيفية تنفيذ الانتقال، ودعت في الوقت نفسه، إلى توجيه أفضل من قبل المسئولين السياسيين للتحول في سوق الطاقة، وأخيرا وضع المواطنون أنفسهم كجهات نشطة في العملية يمتلكون 50٪ من الطاقة الإنتاجية للطاقة المتجددة من خلال التعاون.
في حين انتقدت الصحيفة المالية فينانسيال تيمس ديوتسكلاند في مقال لها بتاريخ 9 مارس 2012 حول الانتقال الطاقي وطريقة التنفيذ.
وفي 16 مايو 2012، أثارت نظرية الانتقال الطاقي انتباه الرأي العام عندما قررت المستشارة أنجيلا ميركل، بعد ثلاثة أيام من الانتخابات التشريعية الإقليمية في شمال الراين وستفاليا عزل وزير البيئة نوربرت روتغين وتعيين بيتر ألتماير مكانه، ويعتبر دعم تطوير الطاقة الشمسية أيضاً جزء من النقاش العام بعد رفض العديد من الدول المؤيدة للمجلس الاتحادي لقبول خفض المساعدات في هذا المجال.
وفي 5 يونيو 2012، حذر الرئيس الفيدرالييواخيم غاوك من عدم نجاح الانتقال الطاقي "إلا من خلال تدابير التخطيط الاقتصادي"، أو "من خلال الاستخدام المفرط للإعانات" وبالأحرى بفضل اكتشاف الابتكارات في جو من المنافسة العادلة"؛ لذلك من الضروري "تحديد إطار سياسي موثوق" لتفادي أي أثر ضار وتحقيق الأهداف المنشودة، وتعتبر "السياسة البيئية المتكيفة مع اقتصاد السوق وتعزيز النمو" "بأنها تكاليف الآثار والمخاطر البيئية التي يجب أن توضع على حساب المسؤولين، وليس دافعي الضرائب، ويجب أن يكون الإنتاج الصديق للبيئة مربح للشركات المنافسة. "
حذر يواكيم غوك ايضاً من الميل إلى وضع تكلفة السياسة البيئية على الأجيال القادمة، الأمر الذي سيكون سلوكا «غير مسؤول بشكل واضح»، ويذكر أيضا بأنه لا يمكن لأي حياة على الأرض، أن «تتطور إلا في وئام مع الطبيعة»، وهذا هو السبب على المدى البعيد في أن «ما يبرره اقتصاديا هو المعقول اقتصاديا».
وتؤكد دراسة أجرتها مؤسسة فرنسا استراتيجي نشرت في أغسطس 2017 أنه لا يمكن تحقيق أياً من أهداف الانتقال الطاقي في ألمانيا لعام 2020، بصرف النظر عن حصة الطاقة المتجددة في استهلاك الكهرباء، ولا تزال ألمانيا تستخدم الفحم لإنتاج الكهرباء وتبقى واحدة من أكثر البلدان التي ينبعث منها ثاني أكسيد الكربون في أوروبا للفرد الواحد؛ ويعتبر إغلاق محطات الفحم واللجنيت الهدف الذي يقسم السكان ويعرض أمن إمداداتها للخطر، وقد أضر التطور الهائل للطاقات المتجددة المتقطعة بميزان النظام الكهربائي ويتطلب بناء آلاف الكيلومترات من خطوط الجهد العالي في ظل معارضة محلية قوية، ومن المتوقع أن تسبب إمكانية نقل الكهرباء أزمة في قطاع النقل، وبالتالي يمكننا توقع انخفاضاً في طموحات سياسة الطاقة الألمانية بعد الانتخابات الاتحادية في سبتمبر 2017.

### النمسا

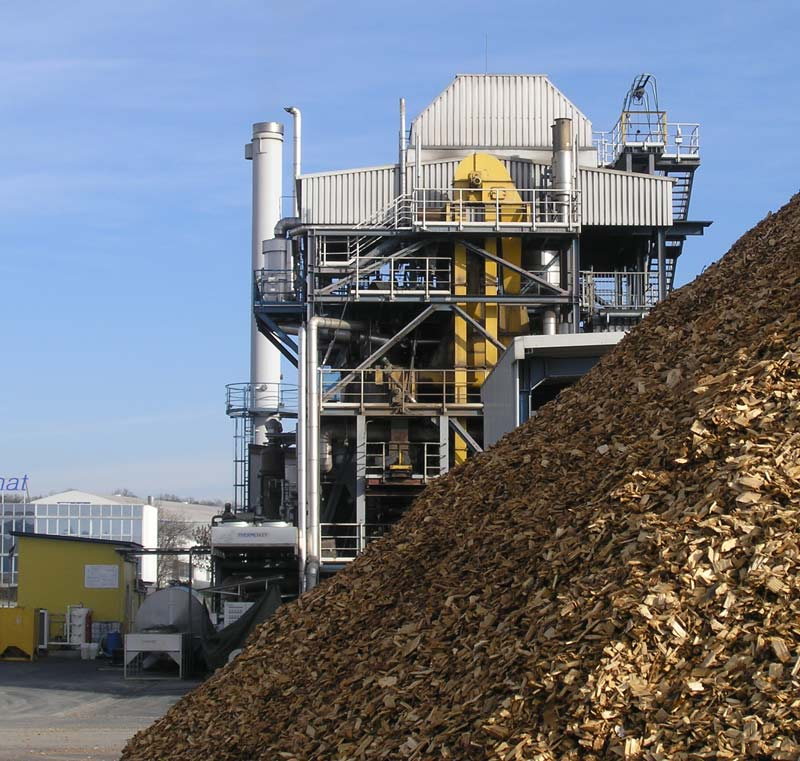
محطة غوسينغ للتغويز، وتهدف إلى تغطية احتياجات الكهرباء والتدفئة للبلدية.

تحتل النمسا دائما مكانة متميزة في مجال الطاقات المتجددة، ولا سيما الطاقة الكهرومائية نظرا لموقعها الجغرافي.
وينتج أكثر من 76٪ من إنتاج الكهرباء الوطنية من هذه الطاقات و 14٪ من احتراق الغاز الطبيعي و 9٪ من احتراق النفط [41]، ولا توجد محطة للطاقة النووية نشطة في البلاد بسبب «القانون الدستوري لنمسا الذي ينص علي عدم وجود للطاقة النووية».
ومع ذلك لا يغطي الإنتاج المحلي سوى 31 في المائة من إجمالي استهلاك الطاقة في البلد (الكهرباء والتدفئة والنقل)، وتتمثل هذه التغطية في 42٪ من النفط و 23٪ من الطاقة المتجددة و 23٪ للغاز و 12٪ للفحم، وارتفعت حصة الطاقة المتجددة في إجمالي الاستهلاك بنسبة 1٪ فقط على مدى السنوات العشرين الماضية. وتعتبر نسبة 35٪ هي الهدف المنشود بحلول عام 2020 [42]، وفقاً للتوجيهات الأوروبية، وفي مجال الطاقة النظيفة على وجه الخصوص لا يزال الميل نحو الانتقال الطاقي ضعيفًا.
في الواقع، انخفضت حصة هذه الكهرباء في إجمالي الاستهلاك (66٪ في عام 1997 مقابل 61٪ في عام 2010)، على الرغم من استمرار زيادة إنتاج الكهرباء النظيفة (37 تيرا وات/ساعة عام 1997 مقابل 45.4 تيرا وات/ ساعة عام 2010).
كذلك لم تتمكن النمسا من تحقيق الهدف الذي حدده التوجيه الأوروبي 2001/77/CE، والذي ينص على أنه يجب أن يصل إنتاج الكهرباء من الطاقات المتجددة إلى 78.1٪ من إجمالي استهلاك الكهرباء عام 2010 [43]، ونتيجة لذلك تتعرض البلد لعقوبات لعدم الامتثال بالتزاماتها. [44]
ولذلك، لم يحدث الانتقال الطاقي في النمسا إلا بطريقة محلية بشكل عام، وعلى مستوى القرى والمدن، أو حتى المناطق.
ويمكننا ذكر بلدية غوسينغ في بورغنلاند، كرائدة في الإنتاج المستقل والمستدام للطاقة ويتجاوز إنتاج التدفئة (57.5 جيجاوات/ساعة) والكهرباء (14 جيجاوات / ساعة) بكثير احتياجات البلدية [45] من الموارد المتجددة، منذ عام 2005، وتخطط بورغنلاند لتغطية جميع احتياجاتها من الطاقة الكهربائية بمساعدة الطاقات المتجددة، استنادا إلى قرار اتخذته شركة لاندتاغ في 8 يونيه 2006. ويجب تحقيق هذا الهدف في المقام الأول من خلال بناء طواحين الرياح الإضافية. ويجب أن يصل إنجاز جميع المشاريع، المقرر إجراؤها في عام 2013، لتصل إلى 290 طاحونة رياح، بطاقة إجمالية تبلغ حوالي 520 ميجاوات. [46],[47]

### بلجيكا
اعلنت الحكومة رسميا يوم الثلاثاء 1 ديسمبر تشغيل أكبر مفاعلين لها حتى عام 2025.

### الدنمارك
تهدف الحكومة الدنماركية إلى إنتاج الطاقة بنسبة 100٪ من الطاقة المتجددة بحلول عام 2050. [48]،[49]

### فرنسا
في النصف الأول من عام 2012، تم طرح مشروع «الانتقال الطاقي» باعتباره ردًا على المخاطر البيئية لمؤتمر قمة ريو، وكعنصر حافز للاقتصاد الفرنسي عن طريق «النمو الأخضر».
وفي سبتمبر 2012، استدعي الوزير دلفين باثو «الروح الوطنية البيئية»
1. كيفية التحرك نحو كفاءة الطاقة واتزانها؟ (على سبيل المثال، تغيير أنماط الحياة والإنتاج والاستهلاك والنقل).
2. ما هو مسار الوصول إلى مزيج الطاقة في عام 2025؟ سؤال محتمل بشأن السيناريوهات المحتملة (2030 و 2050) للوفاء بالالتزامات المناخية للبلد (خفض انبعاثات غازات الدفيئة بنسبة 40٪ في عام 2030 ثم بنسبة 60٪ بحلول عام 2040، وتشجيع البلدان الأوروبية الأخرى على أن تفعل نفس الشيء).
3. ما هي الخيارات المتاحة في مجال الطاقة المتجددة؟ ما دعم البدائل النظيفة والآمنة مثل الرياح والطاقة الشمسية (يجب تشجيع تعميم استخدام الطاقة الشمسية في المباني بمساعدة اضافية بنسبة 10٪، اعتماداً على أصل المكونات الكهروضوئية).
4. ما هي التكاليف والتمويل للبدائل والاستشارات والمعونة للاستثمارات في مجال الرياح والطاقة الشمسية، والبحث وتجديد وتمديد شبكات الحرارة والكتلة الحيوية والطاقة الحرارية الأرضية (بصرف النظر عن «صندوق الحرارة») المتوقع أن ينخفض بشكل طفيف في عام 2013، الذي يتراوح من 235 مليون يورو في عام 2012 إلى 220 مليون يورو في عام 2013)، ويمكن أن يكون أحد الحلول لتطوير مشروع المساهمة في خدمة الكهرباء العامة، الضريبة المفروضة على فاتورة الكهرباء.[40]

وتناول المؤتمر البيئي المعني بالتنمية المستدامة في 14 و 15 سبتمبر 2012 موضوع «التحول البيئي والطاقة» باعتباره الموضوع الرئيسي).

#### «نقاش وطني بشأن الانتقال الطاقي» (بحلول عام 2025/2050)
المخاطر: تهدف هذه المناقشة إلى الرد علي مخاطر المناخ والطاقة، ولا سيما من خلال إعداد «هدف لعام 2050» الفرنسي المتمثل في تقسيم انبعاثات غازات الاحتباس الحراري بمقدار 4 أو 5، مع تخفيض حصة الطاقة النووية إلى 50٪ من إنتاج الكهرباء في فرنسا بحلول عام 2025، وتطوير الطاقات المتجددة والبحث عن جميع أشكال الطاقة الفعالة، وبالتالي توفير الطاقة . 
تحديد النطاق: يضمن ما يلي: 
- خارطة طريق للتحول البيئي.[42]
- اتفاقية النقاش الوطني.[43]
- الدليل المنهجي للمناقشة الإقليمية.[44]
- أمانة المناقشة.[45]
- قوائم لأعضاء المجلس الوطني.[46]
- قائمة بأسماء أعضاء اللجنة التوجيهية للنقاش الوطني بشأن الانتقال الطاقي.[47] قائمة بأعضاء لجنة الاتصال المركزية للحوار والهيكل التنظيمي للأمانة العامة.[48]

الانطلاق: انعقد في 29 نوفمبر 2012، تحت رعاية وزارة البيئة، وتوفر بوابة إلكترونية مفتوحة للجميع، تحتوي على معلومات وملخص يسمى «قاعدة المعرفة» و «كشوف للجهات الفاعلة»، مع إمكانية المساهمة لكل مواطن عبر الإنترنت ، ويتضمن مناقشات إقليمية (اعتبارا من فبراير 2013)، المفضية إلى «توصيات» إعداد قانون البرمجة المقرر في صيف عام 2013.
التوجيه: وحدد تعميم وزاري مؤلف من 106 صفحات [63] ودليل منهجي [64] في نهاية / يناير 2013، مهام 4 هيئات هي:
- وقد اجتمع لأول مرة في 29 نوفمبر 2012 مجلس وطني للنقاش ، ويضم 112 عضوا مقسمين إلى 7 مجموعات (الدولة وأرباب العمل والنقابات والمنظمات غير الحكومية للدفاع عن البيئة وغيرها من الجمعيات والممثلين المنتخبين المحليين والبرلمانيين)، ومنذ إنشاؤه، انتقدت منظمات غير حكومية بيئية كبيرة مثل غرينبيس وجمعية أصدقاء الأرض لرفضهم المشاركة في نقاش يعتبرونه منظما جزئيا ، لمفاجأة منظمات غير حكومية أخرى مثل إنيربلان (اتحاد المهنيين في مجال الطاقة والطاقة الشمسية) واتحاد الطاقة المتجددة الذي يضم 450 شركة في 8 قطاعات يضم حوالي 80.000 وظيفة مباشرة وغير مباشرة) بعدم دعوتهم إلى «المجلس الوطني للنقاش للانتقال الطاقي» بينما قد دعيت إلى مفاوضات غرينيل البيئية وتأمل إنيربلان في التبسيط الإداري والاستفادة المثلى من اتصال الشبكة.
من جانبهم ، رحب رجال الصناعة بحضور آن لاوفرجيون وميشيل روليه، المديرين السابقين للشركة، في اللجنة التوجيهية للمناقشة والسعي إلى إطار مستقر للاستثمار (مثل جان- فرانسوا سيريللي: "بالنسبة لشركة جي دي اف سويز، يعتبر الانتقال الطاقي فرصة عظيمة، ولكن هناك شروط تسمح للشركات المصنعة بالاستثمار"). [65]
- لجنة توجيهية: ويضمن أعضاؤها المنتخبين من الحكومة احترام قواعد المناقشة المحددة في الاتفاقية. [66]
- امانة عامة (بقيادة تيري وهل)؛ وهو منسق لأربع هيئات مخصصة: فريق من الخبراء ولجنة المواطن (أنشئت في 16 فبراير، تضم 20 عضوا تعينهم إيبسوس لتعكس الفئات الاجتماعية للمجتمع الفرنسي المهنية، والمساواة، والعمر) وعلاقاتهم مع الطاقة (انظر المسكن، والهيكل الأسري ، ووسائل النقل [67]، وفريق اتصال لشركات الطاقة ، ولجنة اتصال للمناقشة اللامركزية؛ تتألف من جمعيات وطنية للمسؤولين المنتخبين (صندوق النقد العربي، صندوق التنمية الأفريقي، المنتدى الإقليمي للأسيان ...) والمنظمات غير الحكومية المتخصصة. [59]
- مجموعات العمل: ويقدم كل منهما تقريرا إلى المجلس الوطني وهكذا [68]، أشاد 65 مشتركاً في المجموعة " ما هي الخيارات في مجال الطاقات المتجددة واستراتيجية التنمية الصناعية والإقليمية؟" بالطاقة الكهربائية الضوئية التي تعتبرها ضرورية للوفاء بالالتزام بتحقيق الهدف 3 x 20 من "حزمة الطاقة المناخية" بحلول عام 2020، من بين نحو 60 مقترحا بما في ذلك:
  - •	تعزيز الضوئية بهدف 15 إلى أو حتى 25 ميجاوات (بدلا من المتوقع 5.4 ميجاوات) في عام 2020. [68]
  - •	وتبسيط الإجراءات الإدارية اللازمة لمشاريع الرياح أو الطاقة الضوئية أو الحرارية الأرضية [68].
  - •	زيادة الدعم لمصادر الطاقة المتجددة . [68] •	رفع قيمة الطاقة الضوئية بسعر خاص بدءا من 250 كيلووات لجميع المنشآت (وليس عبر المناقصات). [68]
  - •	مضاعفة صندوق الحرارة . [68]
  - •	إنشاء صندوق تعبئة للكتلة الحيوية (الطاقة الخشبية). [68]

المشاركة: موقع إلكتروني مخصص للنقاش الوطني www.transition-energetique.gouv.fr ، وهو يساعد على فهم أفضل للمخاطر والمشاركة في النقاش.

#### مواعيد المناقشات

##### مناقشات المواطن
نُظمت المئات من مناقشات المواطنين في البلاد حول الانتقال الطاقي اعتبارا من يناير 2013 بمبادرة من المجتمعات المحلية والمنظمات غير الحكومية والشركات أو الجامعات والكليات [69] ويمكن أن تسهم نتائج تلك المناقشات في إعداد القانون المقبل. [70]

##### أيام الطاقة
أعدتها الأمانة العامة للمناقشة الوطنية [71]، وتشمل هذه الأيام (29-31 مارس 2013) العديد من الأبواب المفتوحة لشركات الطاقة والمجتمع أو المنظمات غير الحكومية المعنية :

##### «يوم المواطن»
في 25 مايو2013، تم دعوة 1115 مواطن من 14 منطقة (من العاصمة الفرنسية وما وراء البحار)، للإجابة على 18 سؤالا رئيسيًا بعد الحصول على نفس المعلومات حول هذا الموضوع. تم اختيارهم بواسطة معاهد الاقتراع، ولم يكن لديهم وظائف سياسية أو نقابية أو مشاركة دافعية أو مهنية في عملية الانتقال الطاقي ، وكان قد تلقوا في وقت سابق كتيب معلومات مكتوبا تحت إشراف مجلس علمي مؤلف من خبراء مستقلين وفي يوم المواطن ، تم ذكر المعلومات في شكل مادة فلمية معروضة لمدة 5 دقائق في بداية كل دورة (45 دقيقة) من العمل. وكان البروتوكول الذي أعده المجلس الدنماركي للتكنولوجيا من نوع «وجهات النظر العالمية»، (المعادل للمكتب البرلماني لتقييم الخيارات العلمية والتكنولوجية الدنماركي)، التي استخدم بالفعل على الصعيد العالمي لقمة المناخ في كوبنهاغن (2009) ومؤتمر حيدر أباد بشأن التنوع البيولوجي . .
أراد المجلس الدنماركي للتكنولوجيا الإشراف على يوم 25 مايو " على عكس الاستطلاع، فإن الطريقة لا تسعى إلى جمع رأي الفرنسيين حول الانتقال الطاقي ، ولكن لإبراز مواقف المواطنين من خلال المعلومات والمداولات . [72]
النتائج (مع المتوسط الوطني للنسب المئوية المذكورة):
- حالة المعرفة: قبل المناقشات، يعتقد 94٪ من المواطنين معرفتهم بالموضوع «(65٪) قليلا» أو (28٪) «جيد». 1٪ يعتبرون أنفسهم «خبراء» و 6٪ يجهلون الموضوع تقريبا . بعد المعلومات ، 1/3 منهم لا يزال يقول «لا أو قليل» بشأن التفاهم ، و 2/3 على العكس من ذلك «تماما أو جدا».
- المخاطر: وتعتبر مهمة ، يعتقد 49٪ من المواطنين إنها لا تفعل شيئا ، وتعتبر تفاقم المشكلة وتأجيلها على الأجيال المقبلة ، و 44٪ يعتقدون أن هذا سيكون له تكلفة متزايدة وغير متناسبة لفرنسا (وخاصة فيما يتعلق باعتمادها على النفط)، ويرى 20 إلى 24٪ من المشاركين أيضاً أن المخاطر الصحية أو الحوادث متعلقة بمصادر الطاقة الموجودة (النووية على وجه الخصوص)[73] يرى 66.5٪ منهم أن أزمة الطاقة هي فرصة للدخول في نموذج اجتماعي أكثر واقعية وصديقة للبيئة ، بينما يعتقد 47.5٪ أن من الضروري تغيير نموذج الطاقة يعتبر32%منهم أن الاستثمار في قنوات جديدة لخلق فرص العمل أكثر اقتصادا ، حيث أن 28٪ ممن قاموا بالإجابة يروا استعادة العجز التجاري عن طريق الإنتاج في أوروبا. [73] .
- الدوافع: وفقا لمعظم هؤلاء المواطنين ينبغي أن تكون دوافع فرنسا هي البيئة (تقليل التلوث وحماية التنوع البيولوجي والموارد بنسبة٪ 37.5، ثم تقليل الاعتماد على الوقود الاحفوري المستورد) 32٪ وتطوير الطاقات المتجددة (30٪)، وهم يشعرون بأنهم قادرون بشكل فردي على المساهمة أولا من خلال تقليل تحركاتهم (45.75٪) قبل خفض استهلاكهم الحالي (35٪) وسلوكهم اليومي (34٪)، ويعتقد 33%منهم أن العزل الحراري للمباني وكفاءة التدفئة وتكييف الهواء ذات أهمية كبيرة يعتبر11% من هؤلاء المواطنين أنفسهم في حالة من فقر الوقود و 43٪ يخشون أن يصبحوا في نفس الحالة . [73] .
- الحلول: لتخفيض الطلب على الطاقة، يتوقع 67٪ توفير حلول تكنولوجية مبتكرة و 63٪ الدعم المالي للأعمال ومشتريات المعدات ، 42٪ يتوقعون المشورة الشخصية والمعلومات المحايدة ، ويري 50٪ من المشاركين، أن الاولوية هي تكوين برنامج بحث وتطوير واسع (وطني وأوروبي)، ثم إعادة توجيه الاستثمارات نحو الطاقات المتجددة بنحو (46٪)، ويأمل 39.5% الضريبة الخضراء الأكثر تحفيزًا، يجب على أوروبا و/أو فرنسا أن تضع إطارا أفضل لنقل الطاقة سياسيا ، ولكن البعد الاجتماعي والبشري له أهمية أيضا ، وخاصة في المناطق المعيشية والبلديات.
- العراقيل: تبدو أنها مالية في المقام الأول (39%) وتواجه صعوبة التنفيذ (35%)، وعدم وجود ضمانات للعائد على الاستثمار تقريبا (32%)، وهناك أيضا عدم كفاية المعلومات وعدم الثقة في الحلول القائمة. [73] .
- من يجب أن يقوم بذلك؟ يجب أن تكون الدولة في المقام الأول (58٪)، ثم الصناعة والشركات (50٪) والمجتمعات (48٪) مثالا يحتذى به لأن المشاركين رأوا أن "القدرة على العمل الأسر "كانت" حوالي 32٪ فقط من الجهود التي يتعين بذلها. [73] .
- التقييم: سيكون لنموذج الطاقة الجديد «آثار إيجابية على البيئة والصحة» وفقا ل 49٪ من المواطنين ، منها تحسن كبير في العمالة والاقتصاد (38.5٪)، ويعتقد ما يقرب من 75٪ من المشاركين أن الانتقال الطاقي سيعود بالنفع على المجتمع بأكمله. ومع ذلك، تخشى 7٪ منهم الآثار السلبية (بالنسبة لهم أو للبلاد)، وسيتم تحليل نتائج هذا اليوم خلال الشهر المقبل ، ثم تعليقات يوم 20 يونيو في الجلسة العامة الثامنة للمجلس الوطني للنقاش. ويفضل 94% من المشاركين نهج الديمقراطية التشاركية الأخرى من هذا النوع، على المواضيع الأخرى، ويعترف 34%منهم أنهم لا يعرفون ما إذا كان سيتم استخدام رأيهم في القرار السياسي، ويعتقد 16% أنه لن يتم ذلك ، ويتم تسليم النتائج الأولية مباشرة [73]، ولكن يتم تحليلها بشكل أكثر دقة في يونيو 2013، ثم المناقشة في الجلسة العامة الثامنة للمجلس الوطني للحوار:

##### المناقشات اللامركزية
دعت المؤتمرات الإقليمية للمناقشة التي استضافها الإقليم والدولة ممثلةً في (المديرية الإقليمية للتخطيط والبيئة والإسكان) بالتعاون مع إدارة البيئة واستغلال الطاقة بشأن الانتقال الطاقي ، التي شاركت في تنظيمها كل منطقة في الفترة من فبراير إلى نهاية مايو 2013 إلي تقديم معلومات بشأن حالة الطاقة، والمخاطر المترتبة على الانتقال الطاقي، وأي جانب أخر يتوقع أن يفيد المناقشة.
ويمكن للأقاليم وصف المبادرات الإقليمية في سياق (الامتثال ل «ميثاق التوسيم»). وتستند المناقشات أيضا إلى الخطة الحالية (خطة الطاقة الجوية المناخية الإقليمية، وخطة الطاقة الجوية - المناخية الإقليمية، والخطة الإقليمية للصحة والبيئة 2).

##### ملخص المناقشات
سُلمت الوثيقة التي تلخص المناقشات الإقليمية إلى الحكومة من قبل رابطة مناطق فرنسا في 8 يوليو 2013 خلال ندوة في جامعة باريس دوفين [75]، ويأخذ مرة أخرى بمساهمات الجهات الفعالة في عملية الانتقال الطاقي التي تم تقديمها من خلال 850 مناقشة [76]، ونتذكر بشكل خاص "سياسة النظام الضريبي "الذي يجسد الرغبة في فرض ضريبة بيئية حقيقية "دون زيادة مستوى الرسوم الإلزامية. وتحدد رئيسة المنتدى، آلان روست في هذه المناسبة أنه "لن ننجح في الانتعاش الإنتاجي إذا لم نعدالانتقال الطاقي بمثابة تحد تكنولوجي كبير". [77]
في هذا السياق، ظهر توافق في الآراء من كافة الجهات الفعالة: بانه يجب إعطاء الأولوية لتطوير تخزين الطاقة والشبكات الذكية.

##### قانون الانتقال الطاقي
وبدأ العمل التحضيري الأول في الأول من ديسمبر 2013، برعاية لجنة متخصصة تابعة للمجلس الوطني للتحول البيئي [78]؛ لإعداد مشروع قانون مستقبلي يتضمن ستة بنود يهدف إلى تحقيق الأهداف التي حددها رئيس الجمهورية وهي (خفض انبعاثات غازات الدفيئة، وتحسين كفاءة الطاقة، والحد من استهلاك الطاقة بنسبة 50٪ بحلول عام 2050، والحد من استهلاك الوقود الأحفوري بنسبة 30٪ بحلول عام 2030 وتنويع مزيج الكهرباء مع تخفيض الطاقة النووية بنسبة 50٪ بحلول عام 2025 لصالح مصادر الطاقة المتجددة). [79]
وتقترح المنظمات غير الحكومية المشاركة في الحوار «أهدافاً واضحة وطموحة لعام 2030، كجزء من مسار نحو الاعتماد بنسبة 100٪ من الطاقات المتجددة بحلول 2050، ودمج الالتزامات التي تعهد بها الرئيس بشأن الطاقة النووية وانخفاض استهلاك الكهرباء والطاقة معاُ تمشياً مع تخفيض ربع انبعاثات الغازات الدفيئة بحلول عام 2050».
وتشدد هذه المنظمات غير الحكومية على كفاءة الطاقة (نهاية النفايات في الصناعة، والتجديد الحراري، وبدائل الطرق والجو)، وعلى إدخال «التحولات المهنية إلى وظائف مستقبلية التي ستكون أكثر عددا من تلك المفقودة».
وأحيلت العناصر الأولى إلى اللجنة المتخصصة للمناقشة الوطنية في مارس 2014؛ وهناك سبع وثائق عمل (لم يتم التحقق من صحتها من قبل السلطة التنفيذية) تتعلق بالطاقة المتجددة والدعم النووي أو انبعاثات ثاني أكسيد الكربون [3]؛ ويمكن أن يدعم «ملحق التعويض» الكهرباء الخضراء في «التوافق» مع المعونة من خلال معدل شراء مستدام؛ ويصبح كيانُ مستقلاً من مؤسسة التنمية الصناعية عاملا متخصصا في شراء الكهرباء المتجددة [3] ويمكن تحديد «ميزانيات الكربون» (حدود الحد الأقصى للانبعاثات) وتنقيحها كل 5 سنوات.[3] ووفقا لوكالة فرانس برس، فإن هذه الوثائق السبع لا تذكر الهدف المعلن سابقا وهو توليد50% من الطاقة النووية بحلول 2025، ولا أي وسائل لتحقيق ذلك، ولكن تذكر انه ينبغي تعديل النظام الحالي للإغلاق النهائي وتفكيك المنشآت النووية «بشكل كامل». [3].
واعتمدت الجمعية الوطنية مشروع بقانون للانتقال الطاقي وقدم إلى مجلس الشيوخ أكتوبر 2014 [80]، وقد اعتمدت الجمعية الوطنية أخيرا قانون الانتقال الطاقي والنمو الأخضر في يوليه 2015 [4]، ونشر في 17 أغسطس.
ووفقا للاتحاد الوطني لرابطات مستخدمي النقل، الذي يعتبر النقل هو مجال مهمل في عملية الانتقال الطاقي في فرنسا [81]، وبقدر ما يتجاهل القانون كفاءة استخدام الطاقة في النقل بالسكك الحديدية.
وبغض النظر عن الجمعيات، تعتبر الاتحادات المهنية للطاقات المتجددة والنقابات وأيضاً المجتمعات المحلية وروابط المجتمعات المحلية أن التخطيط متعدد السنوات للطاقة الذي ينص عليه القانون، يأخذ مرتبة متأخرة [82] في اتفاق باريس، وترجع شبكة المخرجات النووية هذا التأخير إلى حجم الصناعة النووية في فرنسا [83] .

##### مشروع الاستراتيجية الوطنية للتحول الإيكولوجي
أطلقت وزارة البيئة والتنمية المستدامة مشاورات مواطنة وعامة في مارس 2014 (20 مارس - 20 أبريل 2014) [84] بشأن مشروع "الاستراتيجية الوطنية للتحول البيئي إلى التنمية المستدامة لعام 2014 -2020:
سيتم تقديم نسخة من الاستراتيجية الوطنية للتحول البيئي إلى التنمية المستدامة، التي أثرتها نتائج هذه المشاورات إلى المجلس الوطني للتحول البيئي الذي سيعطي رأيه بشأن هذا المشروع، وسيتم بعد ذلك تقديم هذا التقرير إلى اللجنة المشتركة بين الوزارات المعنية بالتنمية المستدامة للموافقة عليه وستخلف الإستراتيجية الوطنية للتنمية المستدامة في الفترة ما بين 2010-2013.
تم عمل مسودة أولية (مارس 2014) للإستراتيجية وفقا ل 9 محاور واضحة مقسمة إلى أولويات ، بعضها يقوم على الانتقال الطاقي، ولا سيما "الاقتصاد الدائري وانخفاض الكربون" (مع الأولوية: "إعادة توجيه نماذج الإنتاج والتجارة والاستهلاك لجعل اقتصادنا أقل اعتماداً على الموارد غير المتجددة ووضع سياسة صناعية وزراعية جديدة أكثر كفاءة في استخدام الموارد وتستند إلى الابتكار ... ")؛ "للحد من ضعف الطاقة ومنع آثار تغير المناخ على السكان والتكيف معها... ")؛ "توجيه إنتاج المعارف والبحوث والابتكار نحو التحول البيئي.

#### تمويل الانتقال الطاقي، التعاون الدولي

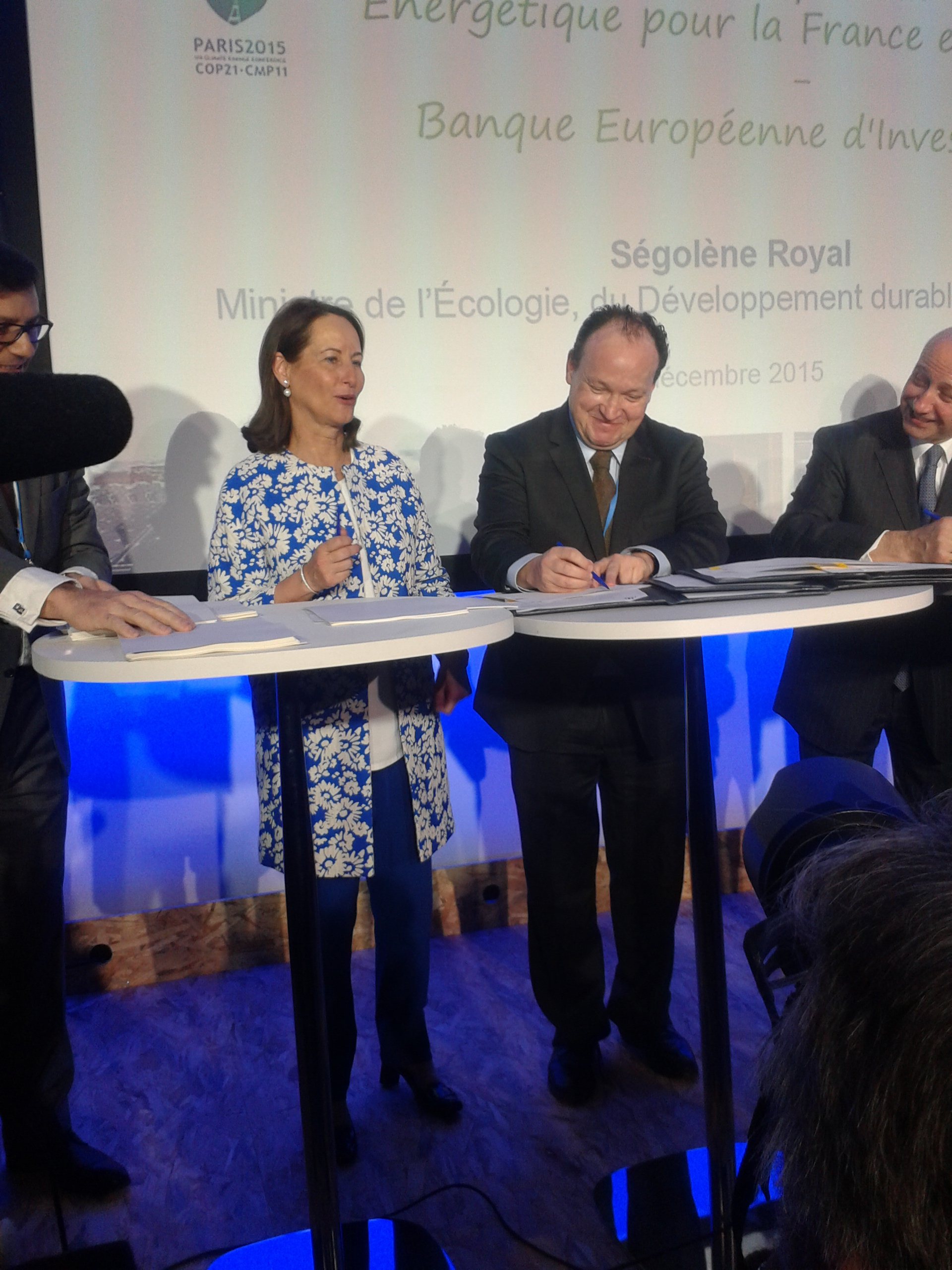
توقيع الشراكة، بمناسبة مؤتمر باريس المناخ 21، لدعم الانتقال الطاقي بين فرنسا وبنك الاستثمار الأوروبي.

تدعو لجنة تنظيم الطاقة إلى الوضوح والشفافية بشأن تكلفة الطاقات المتجددة، مشيرة إلى أن «لقد قمنا بالفعل بالانتقال الطاقي في السبعينات عن طريق التحول إلى الطاقة النووية ، مما أدى إلى فرض الرسوم الجمركية المفروضة على الكهرباء بتكلفة» [85]، أشار لورانس توبيانا، الذي شارك في استضافة مشتركة للحوار إلى أن ثلثي الاستهلاك الفرنسي للطاقة النهائية لا يزال ينتج من أصل أحفوري في حين أن فاتورة الطاقة قد تصل قيمتها إلى 60 مليار دولار في العجزالتجاري لعام 2011 . [86]
و أعلن فرانسوا هولاند امام مجلس وزراء فرنسي - ألماني في 19 فبراير الماضي إن «فرنسا وفرنسا» إنشاء شركة فرنسية ألمانية كبيرة «للانتقال الطاقي» [87] .
وينظر تقرير الوكالة الدولية للطاقة المتجددة لعام 2014، الذي نشر في مايو 2014، في ثلاثة سيناريوهات محتملة لتطور نظم الطاقة حتى عام 2050؛ فإن السيناريو الأكثر تطوعا والمعنون «سيناريو 2DS»، الذي يهدف إلى الحد من متوسط الزيادة في درجة الحرارة إلى درجتين مئويتين وفقاً لتوصيات الفريق الحكومي الدولي المعني بتغير المناخ، لكي يؤدي إلى نتيجة لحد من الزيادة في الطلب على الطاقة إلى 25٪ (بدلا من 70٪ في سيناريو 6DS للاتجاهات الحالية المستمرة مما يؤدي إلى زيادة درجة الحرارة 6 درجات مئوية) والحد من انبعاثات غازات الدفيئة بنسبة 50٪ (بدلا من زيادة بنسبة 60٪)؛ في هذا السيناريو 2DS، الطاقات المتجددة تمثل 30٪ من هذا التخفيض، مع مكاسب كفاءة الطاقة التي تمثل 38٪ واحتجاز الكربون وعزل ما يمثل 14٪، والطاقة النووية وتقاسم تبديل الوقود نفسه المتبقية. فإن مبلغ 44 تريليون دولار من الاستثمارات الإضافية اللازمة لإنهاء تشغيل نظام الطاقة يعوضه إلى حد كبير مبلغ 000 115 مليار دولار من توفير الوقود التي يجلبها؛ حتى مع معدل خصم 10٪، فإن صافي الربح لا يزال 5000 مليار دولار. [88]
ويشير فينسنت شامبين، رئيس المرصد على المدى الطويل إلى أنه منذ أن أختارت أوروبا المسار نحو التحول إلى الطاقة ينبغي عليها أن تترجم الأسعار لكل هدف من أهداف هذا التحول، من أجل توجيه حقيقي للسلوك، عن طريق الحوافز السعرية، وتجنب الرسائل غير المتماسكة؛ على وجه الخصوص، ولتحقيق هدف الحد من تأثير المناخ، من الضروري إصلاح سوق حصص الكربون، لاستناده إلى افتراضات عفا عليها الزمن، لأن سعر الكربون منخفض جدا بما لا يشجع الاستثمار في (مثل الغاز الذي يواجه الفحم) أو التقاط ثاني أكسيد الكربون. أما بالنسبة لهدف الحد من مخاطر الطاقة، فإنه يجب أن يؤدي إلى أسعار تتناسب مع المخاطر: الفحم يولد 10 مرات أكثر من الوفيات لكل تيرا من الغاز و 400 مرة أكثر من النووية؛ فإن تحديد هذه الأسعار شرط أساسي للتقارب الأوروبي لسياسات الطاقة. [89] .
وقع بنك الاستثمار الأوروبي في ديسمبر 2015، اتفاقية شراكة مع فرنسا، لتمويل مليار يورو في المدن والأقاليم، والمشاريع المتعلقة بالتحول للطاقة [90]، يسمح قانون نقل الطاقة من أجل النمو الأخضر للشركات اعتبارا من 1 يوليو 2016، بتطوير مشاريع الطاقة المتجددة لإشراك الأفراد والمجتمعات المحلية على مقربة من المرافق، سواء بشكل مباشر أو من خلال المهنيين بتمويل جماعي. [91] .
يدعم بنك الاستثمار الأوروبي في عام 2017، مجموع الأصول لمجموعة الاستثمار إيفل في صندوق جديد بقيمة (100 مليون يورو في شكل قروض قصيرة الأجل من 6 إلى 36 شهرا) من اجل مشروع الانتقال الطاقي . [92] .

#### الاعتراضات
وقع 50 عالما، ولا سيما علماء المناخ، بمن فيهم جيمس هانسن وخبراء عدة من الهيئة الحكومية الدولية المعنية بتغير المناخ، في يوليه2017 علي خطاب موجهة إلى الرئيس ماكرون يحذرون فرنسا من الأخطار الناجمة عن تراجع إنتاجها النووي، فإنها تستند إلى المقارنة بين فرنسا التي تعتبر "أحد البلدان المتقدمة النمو التي يقل فيها نصيب الفرد من الانبعاثات الكربونية "، وألمانيا التي شهدت، بالرغم من الاستثمارات الضخمة في مجال الطاقة المتجددة، ركوداً منذ عام 2009 بسبب إغلاق محطات الطاقة النووية، وزيادة في عامي 2015 و 2016 بسبب انخفاض الشمس والرياح في عام 2016 مما كانت عليه في عام 2015: وتمثل الطاقة النظيفة 93٪ من إنتاج الكهرباء الفرنسية منها (78٪ منها نووية) مقابل 46٪ في ألمانيا. وسيؤدي استبدال الطاقة النووية بالوقود الأحفوري ومصادر الطاقة المتجددة إلى عواقب وخيمة، بالإضافة إلى زيادة الانبعاثات الكربونية: زيادة أسعار الكهرباء للأسر في المعيشة والصناعة؛ ونهاية الصادرات المربحة من الكهرباء وخاصة تدمير الصناعة النووية الفرنسية للتصدير. [93]

#### تأجيل التراجع النووي
أعلن نيكولا إولو في 7 نوفمبر 2017، التخلي عن أفق 2025 لتخفيض قدرة الطاقة النووية في توليد الكهرباء بنسبة 50٪. وتوقع مدير شبكة نقل الكهرباء أن هذا الانخفاض السريع في الأسطول النووي سيجبر محطات الطاقة الفرنسية الأربع العاملة بالفحم على تشغيل وبناء حوالي 20 محطة جديدة تعمل بالغاز لتوليد الطاقة، مضاعفةً الانبعاثات الكربونية من النظام الكهربائي. وتؤدي السيناريوهات التي وضعتها شبكة نقل الكهرباء وفقاً للتوقعات إلى تحقيق هدف 50٪ بحلول عام 2030 أو عام 2035 . [94] .
وأوضح الرئيسإيمانويل ماكرون فلسفته بشأن انتقال الطاقة: "يجب أن نخرج من مناقشة مضللة تماما: الطاقة النووية ليست طاقة سيئة للمناخ. 
ماذا سيعطي الإفراج المتسارع للطاقة النووية؟ على المدى القصير ومع التكنولوجيا المستمرة، وهذا من شأنه أن يؤدي إلى الحفاظ وحتى فتح محطات الفحم أو الطاقة الحرارية (...) فأن موقفي من الطاقة النووية واضح وطموح جدا: ستنخفض بأسرع وقت ممكن إلى 50٪ من الطاقة النووية، ولكن بشرط ألا تنبعث منها المزيد من غازات الدفيئة "[95].

### الولايات المتحدة الأمريكية
انتهت معظم سيناريوهات التحول في مجال الطاقة التي وضعتها أكثر المؤسسات سمعة طيبة مثل الفريق الحكومي الدولي المعني بتغير المناخ ووكالة الطاقة الدولية والإدارة الوطنية للمحيطات والغلاف الجوي والمختبر الوطني للطاقة المتجددة إلى نشر مجموعة واسعة من الطاقات النظيفة (بما في ذلك الطاقة النووية والكتلة الحيوية وعزل الكربون) الأمر الذي يجعل التحول للطاقة أكثر جدوى وأقل تكلفة من المسارات الأخرى، ونشر فريق علمي بقيادة البروفيسور مارك زاكاري جاكوبسون، من ستانفورد ، في عام 2015 تقريراُ ذكر فيه أنه من الممكن إيجاد حلول منخفضة التكلفة لمشكلة الاعتماد على موثوقية الشبكة مع استغلال 100٪ من الطاقة (الرياح، المياه والطاقة الشمسية: طاقة الرياح والطاقة المائية والكهرباء الشمسية) في جميع قطاعات الولايات المتحدة في الفترة من عام 2050 إلى 2055، مع الكهرباء والهيدروجين باعتبارهما شركات الطاقة الوحيدة، وقع 21 عالما من الجامعات الأمريكية الكبرى في فبراير 2017 على مقالة في مجلة أكاديمية العلوم الأمريكية يرفضون هذه الأطروحة مشيرا إلى الأخطاء المنهجية الإجمالية والافتراضات غير الواقعية التي تحتويها .

## مبادرة الانتقال الطاقي (في فرنسا)
فضل المُشَرِع في إطار اللامركزية[ ؟ ] ، الحكم المحلي في مستوى التخطيط التشغيلي على الصعيد الإقليمي والتي (أصبحت «مناطق جديدة» في عام 2016)، ومن بينها البلديات ، وقد شاركت هذه المجتمعات بالفعل (مع وكالة البيئة وإدارة الطاقة) في توفير الطاقة / أو شبكات توزيع الطاقة ، وهي ترتبط بشكل وثيق بإدارة شركات الطاقة والتخطيط لتطوير الطاقات المتجددة، حتى إنتاج الطاقة، وفقا لكلودي بويتي يمكن أن تفيد المعلومات التي تقدمها العدادات الذكية في المستقبل القريب السياسات المحلية. [97],[98]
خارطة الطريق 2017: تلقى إيمانويل ماكرون ونيكولا إولو (علماء البيئة) وفريدريك فيدال (الباحث) وجان إيف لودريان (متخصص الشؤون الخارجية) وعدد قليل من المنظمات غير الحكومية البيئية الرئيسية في 6 يونيو2017 بعد انسحاب الولايات المتحدة من اتفاق باريس بشأن المناخ ، وعداً بخارطة طريق بشأن الانتقال الطاقي قبل نهاية يونيو 2017 وتشمل هذه الوثيقة ضريبة واحدة على الأقل على المعاملات المالية (ضريبة توبين)، وضرائب الديزل ، وسعر الكربون، والحظر على تراخيص البحوث الهيدروكربونية الجديدة ، وتجديد الطاقة في المباني، ولا سيما المباني العامة [99]، وستواصل فرنسا «دبلوماسيتها المناخية» وتفتح أيضا نظام استقبال «للباحثين من جميع أنحاء العالم ، وخاصة الأميركيين الذين يرغبون في التقدم بطلب إلى فرنسا للعمل على برامج المناخ». [100]

### مشروع التسمية (وضع العلامة التجارية)
تم الإعلان عن هذا المشروع الانتقال الطاقي في مايو 2015 خلال عرض مشروع " TIPER" (محطة للطاقة الشمسية)، من قبل وزير البيئة سيغولين رويال «بموجب قانون الانتقال الطاقي» وينبغي أن تنشئها وزارة البيئة . [101]
ثم أنشأت عدة نصوص التسمية ، وحددت شروط إسنادها وعينت أعضاء لجنة التسمية مرسوم [102] من 10 ديسمبر 2015 على أن هذا الصندوق الاستثمارية التي يمكن أن توصف عندما «تفي بمعايير بما في ذلك مساهمتها المباشرة أو غير المباشرة لتمويل الطاقة والتحول البيئي والجودة والشفافية لخصائصها البيئية»، وهذه المعايير قد تختلف وفقا لفئات صناديق الاستثمار واحتمالها المواضيعية المحتملة. [103]
في شباط / فبراير 2016، نشرت وزارة البيئة والطاقة والبحر المرجع للعلامة، ومن بين أعضاء لجنة التسمية [104]، عين بأمر من 28 أبريل 2017 [105]، وممثلين عن الدولة ومؤسساتها العامة ، وممثلين عن المستثمرين المحترفين وغير المحترفين وشركات إدارة المحافظ وممثلي والمجتمع المدني والأفراد المؤهلين في مجال إدارة الأصول المالية أو الشهادات البيئية.
وتمت الموافقة على اللوائح الداخلية للجنة التسمية بأمر مؤرخ 5 أكتوبر 2017. [106]

#### التطلعات – السيناريوهات
طلبت الوكالة الفرنسية للبيئة وإدارة الطاقة من المستطلعين ودوائرها التقنية والاقتصادية في الفترة من عام 2012 إلى عام 2014، وضع سيناريوهات الطاقة والمناخ (والتكيف) للفترة من 2030-2050.
وتركز هذه السيناريوهات على التحكم في استهلاك الطاقة وتطوير إمدادات الطاقة المتجددة بنسب طوعية ولكن معقولة، مع السماح «بنمو أخضر» جديد ، ونشرت في أغسطس 2014 وثيقة تسمى «رؤية 2030-2050» تجمعهم معاً ، تعتقد وكالة إدارة البيئة والطاقة أنه إذا تم تنفيذ «أفضل الفرص التقنية المعروفة» في عام 2014 [107]
وفقاً للسيناريو المفضل بحلول عام 2030 حيثما أمكن ، ستستطيع فرنسا الوفاء بالتزاماتها وسوف ينخفض تلوث الهواء أيضاً، خاصة إذا تم إحراز تقدم للحد من النقل البري وتلوث الطرق [108] ومع ذلك ، وفي الوقت نفسه تؤكد سيناريوهات المناخ المحدثة في القرن الحادي والعشرين في فرنسا باستخدام أحدث البيانات الصادرة عن الهيئة الحكومية الدولية المعنية بتغير المناخ الاتجاه نحو الارتفاع [109], وتلاحظ المنظمة العالمية للأرصاد الجوية تفاقما واضحاً وزيادة في مستويات ثاني أكسيد الكربون في الهواء لعام 2013 [110], ويرجع ذلك جزئيا إلى أن المحيطات ليست قادرة على استيعاب ثاني أكسيد الكربون كما كان من قبل بسبب احترارها وتحمضها بشكل خاص . [111]
وتصنف مقالة في مجلة فوتور يبلز السيناريوهات المختلفة التي قدمتها فرق مختلفة خلال الحوار الوطني حول الانتقال الطاقي إلى أربع فئات : «الرصانة» (سيناريو ميجاوات)، «الكفاءة» (سيناريو وكالة البيئة والمحافظة على الطاقة)، «التنوع» (سيناريو أنكر) و «إزالة الكربون» (سيناريو نيجيب)، والتي تختلف وفقا لأهدافها على ثلاثة عناصر تمييزية : تخفيض الاستهلاك، حصة الطاقة المتجددة ، وحصة الطاقة النووية.
ويشير مشروع القانون بوضوح إلى فئة «الكفاءة»، غير أن المؤلف يعتقد أن هدفه المتمثل في خفض الاستهلاك بنسبة 50 في المائة يعتبر غير واقعي ؛ لذلك فإن المسار المستقبلي ربما ينحني إلى فئة "التنوع . [112]

### اليابان
قررت الحكومة اليابانية في 14 سبتمبر 2012، التخلص التدريجي من الطاقة النووية بحلول نهاية 2030 كجزء من إستراتيجية جديدة لإنتاج الطاقة. [113],[114]
تعتبر السياسة المخطط لها هي عدم بناء المفاعلات الجديدة وعدم تمديد المفاعلات القائمة بعد 40 عاما وبالمقابل إغلاق آخر المفاعلات التي تم تسليمها في عام 2005، بحلول عام 2045 [115].
وكان هذا التوجه لمزيج من الطاقة مصحوبا بجهد لصالح الطاقات المتجددة، التي يجب تحديد تفاصيلها قبل نهاية العام 2012 [115] , أكد وزير الصناعة الياباني الجديد توشيميتسو موتيجى عقب التغيير السياسي الذي قاد شينزو أبي إلى منصب رئيس الوزراء إن الحكومة ستعيد إحياء المفاعلات الذرية التي تعتبر آمنة وصوتت لإعادة النظر في هدف «الصفر النووي» الذي خطط له زعماء البلاد السابقين، مع الحفاظ على أهداف مهمة في قطاع الطاقة المتجددة. [116]
.
وقد تم تأجيل التفكير في توزيع مزيج الطاقة في اليابان، مما يخفف إلي حد كبير من إغاثة نقابات أرباب العمل في الجزر الذين يرغبون في الحفاظ على قدرتها التنافسية.

## مزايا وعيوب
ويشمل التحول في مجال الطاقة على الانتقال جزئيا من نموذج مركزي تهيمن عليه محطات توليد الكهرباء الكبيرة، إلى هيكل لامركزي يعطي حصة أكبر للطاقات المتجددة التي توفر شبكات الجهد المنخفض والمتوسط ومع ذلك ، فإن أسواق الرياح والطاقة الشمسية تتحرك أكثر فأكثر نحو محطات توليد الكهرباء الكبيرة المتصلة بشبكة الجهد العالي، ولديها أيضا مزايا وعيوب..

Production d'énergie fossile à partir de lignite dans le Bassin rhénan, avec au premier plan la mine de lignite à ciel ouvert de Garzweiler, et à l'arrière-plan des centrales au lignite et des lignes à haute tension.

### المزايا

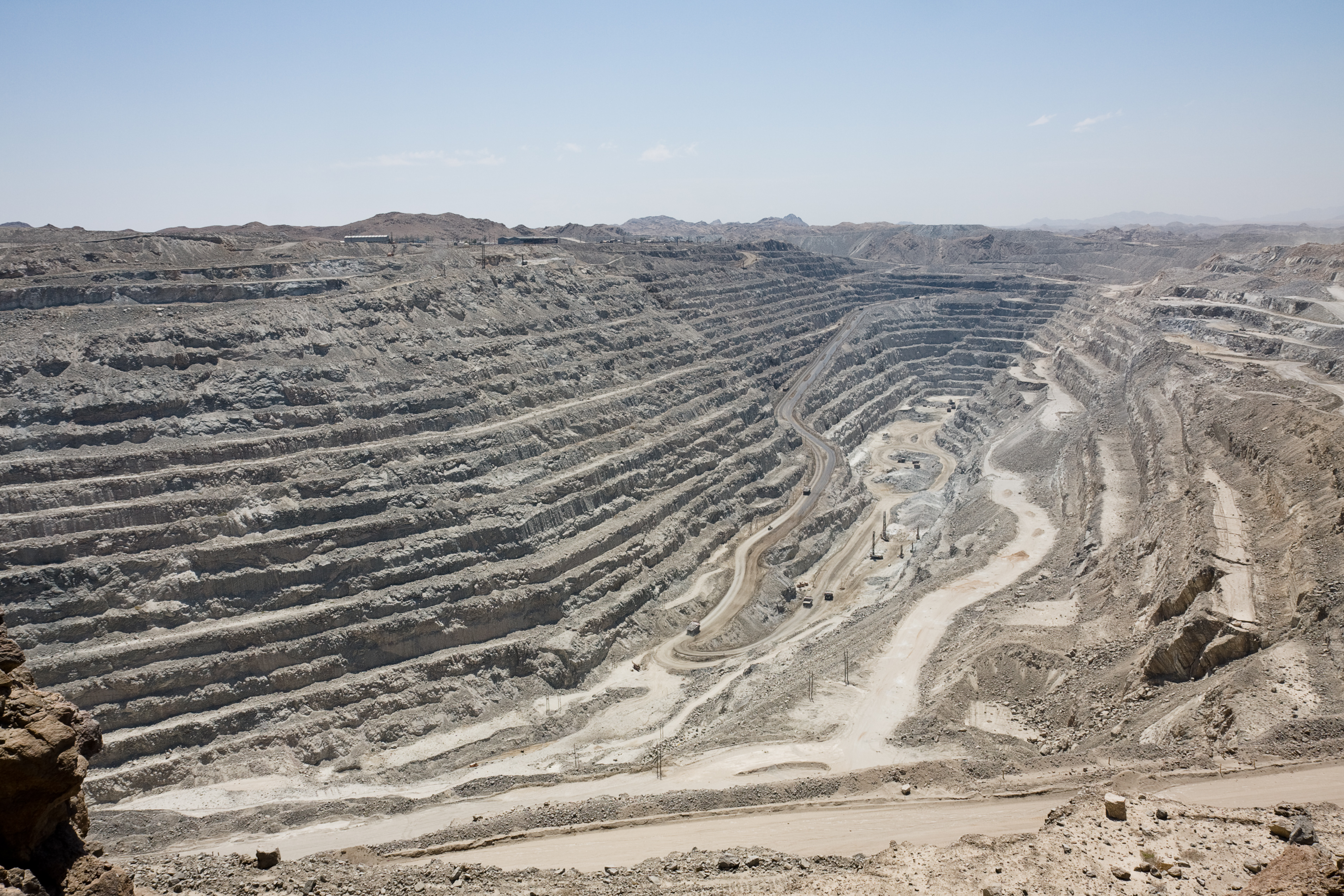
منجم اليورانيوم في روزيغ في ناميبيا، واحدة من أكبر المناجم في العالم.

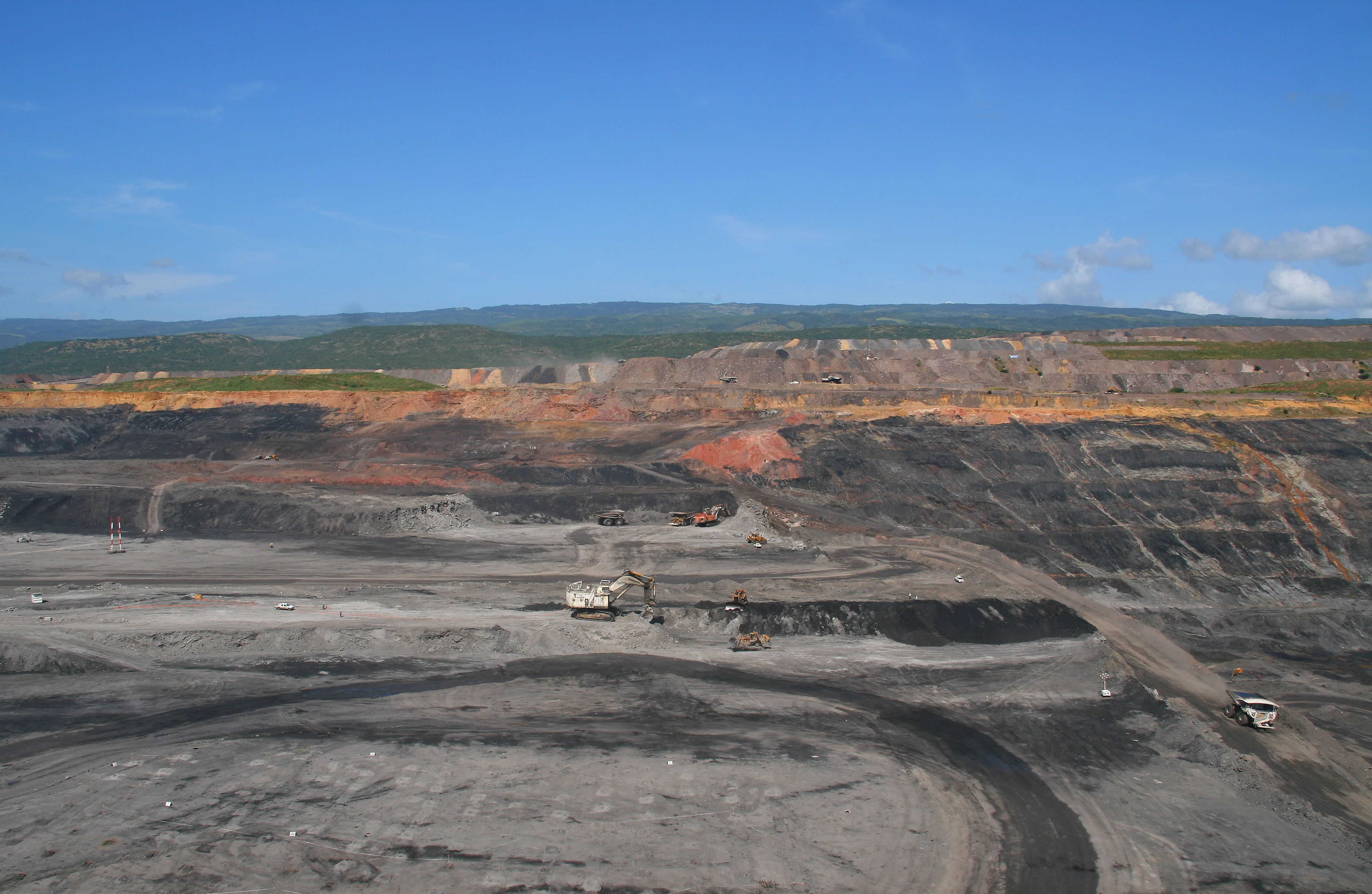
استخراج الفحم في منجم سيريجون للفحم في كولومبيا

- زيادة أمن الإمدادات من خلال اللامركزية: إن استخدام العديد من محطات الطاقة الصغيرة يجعل من الأسهل تكييف الإنتاج مع المتطلبات وإخراج خطوط الكهرباء ذات الجهد العالي [117] (انظر أيضًا الجوانب الأخرى). يعتبر أمراً مشكوك فيه للغاية نظرا للتوزيع غير المتكافئ للإنتاج المتجدد وتقلباته: ففي ألمانيا، يتركز إنتاج الرياح بشكل رئيسي في شمال البلاد في حين أن الاستهلاك أكثر تركيزا في الجنوب، الأمر الذي يتطلب بناء خطوط جديدة إلى الجهد العالي؛ في الدانمرك، استلزم التعويض عن تقلبات طاقة الرياح تركيب عدة خطوط ربط بين الغواصات مع السويد والنرويج ، بغية الاستفادة من التكامل بين السدود الكهرومائية في هذين البلدين وطواحين الرياح الدنماركية ؛ في الصيف يتم تصدير الإنتاج الفائض للطاقة الشمسية في جنوب ألمانيا بشكل كبير إلى فرنسا وسويسرا.
- لا يوجد تدمير أو تلوث للبيئة المتعلقة باستخراج مصادر الطاقة الأحفورية.[118],[119],[120]
- لا توجد نفايات مشعة أو أي خطر آخر متأصل في إنتاج الطاقة النووية. [121] .
- تخفيض انبعاثات الغازات الدفيئة والمواد السامة من الوقود الأحفوري. [122]
- الحفاظ على الموارد المحدودة مثل النفط والغاز الطبيعي والفحم، والتي سيتم استنزاف احتياطاتها (المقدرة في 2009) خلال 41 سنة و62 سنة و 124 سنة على التوالي . [123] استقلال اقتصادي وسياسي أكبر من البلدان المصدرة للوقود الأحفوري أو اليورانيوم. [124]
- انخفاض المخاطر الاقتصادية المرتبطة بنقص الطاقة أو حتى أزمة الطاقة (مثل الصدمات النفطية الأولى والثانية) بفضل مصادر الطاقة الأولية غير المحدودة تقريباً. لا يوجد تعارض في الموارد (على سبيل المثال، كانت حرب العراق تدافع جزئيا عن موارد النفط في البلاد. [125]
- المنفعة الاقتصادية من خلال إمدادات الطاقة المنخفضة التكلفة على المدى الطويل. [126]زيادة الثروة الوطنية من خلال انخفاض واردات الطاقة . [127],[128]
- تعتبر الرياح والطاقة الكهرومائية أرخص بالفعل من الطاقات التقليدية إذا أخذت في الاعتبار الآثار الخارجية، مثل عواقب الاحتباس الحراري أو تلوث البيئة. [129],[130]
- ويمكن تركيب الألواح الكهروضوئية وأجهزة تجميع الطاقة الشمسية الحرارية وبعض توربينات الرياح مباشرة على حساب المستهلك النهائي ، ولا تخضع هذه المنشآت للمنافسة في غياب تكاليف النقل والضرائب على أساس سعر الجملة ، ولكن على السعر النهائي.

### العيوب

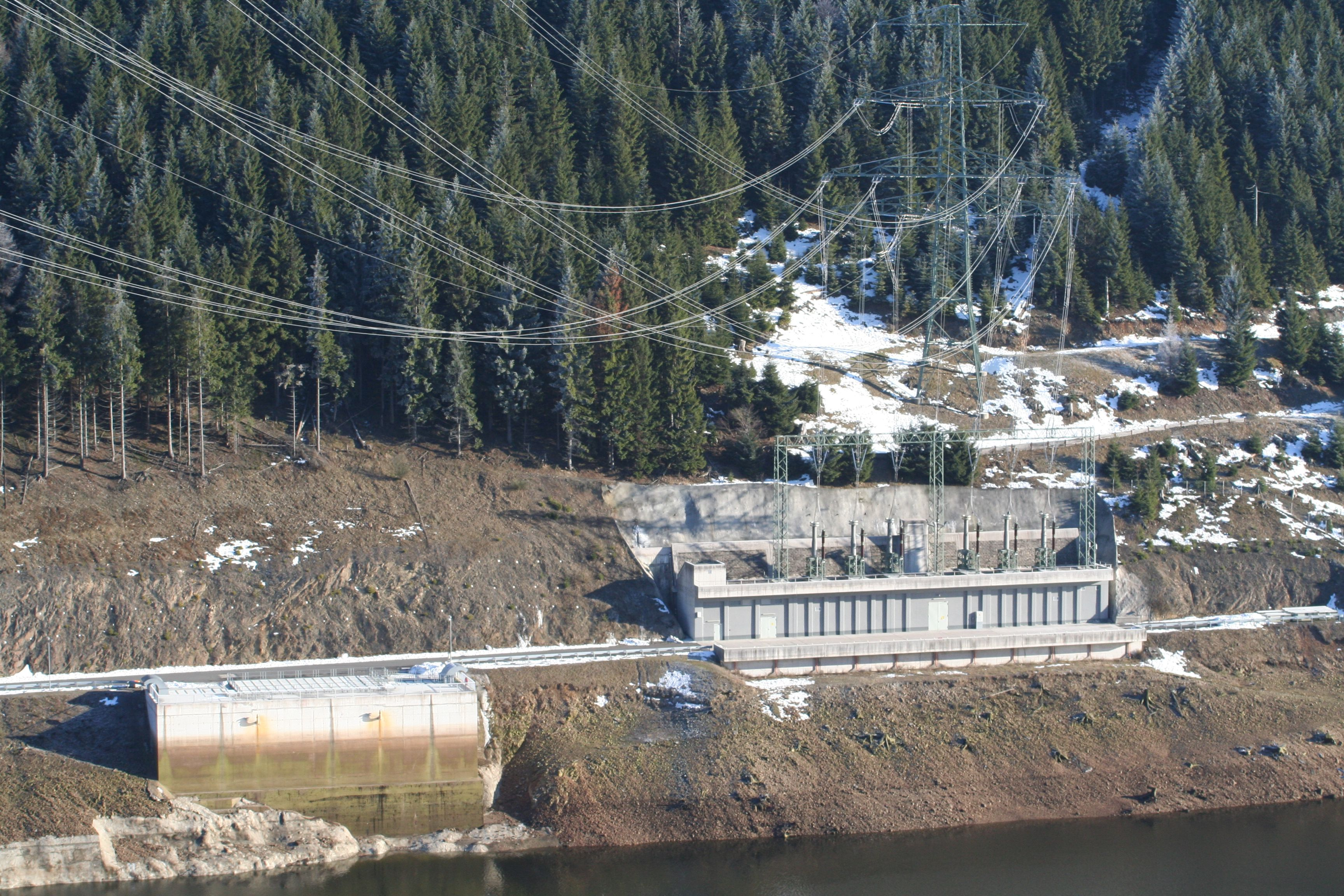
محطة توربينات الضخ غولديستال وهو شكل من أشكال تخزين الكهرباء.

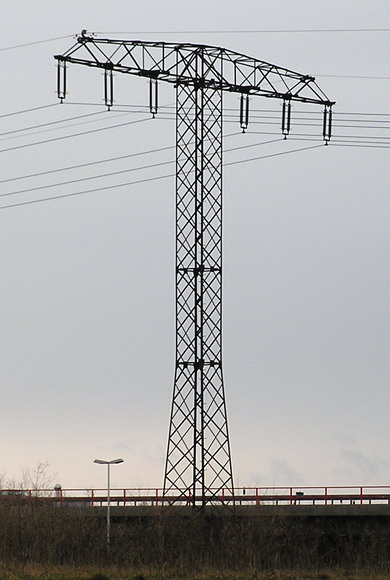
سلك كهربائي لدعم الخطوط الجوية بنحو110 كيلو فولت

تعتمد الرياح والطاقة الشمسية (بدرجة أقل) على المناخ ؛ وبالتالي فإن إنتاج الطاقة هو أكثر صعوبة من التخطيط في محطات الطاقة التقليدية ، ومن الضروري استخدام تقنيات التخزين وتنويع أنواع النباتات وضمان توزيع جغرافي واسع للمنشآت لتغطية الاحتياجات الحقيقية، وقد يكون من الضروري أيضاً بناء محطات للطاقة الأساسية. [131]
استلزم إغلاق محطات الطاقة النووية في جنوب ألمانيا ، على سبيل المثال توسيع محطات توليد الطاقة القائمة بالغاز وتشييد مرافق جديدة. ومع ذلك يمكن للدعم الضخم الذي يستفيد حاليا من الطاقة المتجددة في ألمانيا يجعل من الممكن تجنب بناء محطات جديدة في المستقبل القريب ؛ ولهذا الغرض طلب أصحاب المنفعة في الصناعة الكهربائية المساعدة الاتحادية. [132]
- تتنافى متطلبات التخزين المرتبطة بتقطع طاقة الرياح والطاقة الشمسية مع الموارد العالمية : لأنه يتطلب لتخزين يومين من استهلاك الكهرباء بواسطة أحدث التكنولوجيا بطارية ليثيوم أيون 12 مليون طن من الإنترنت؟؟؟ من البطاريات التي تستخدم 300,000 طن من الليثيوم ، أكثر من سبع سنوات من الإنتاج العالمي من 40.000 طن. [133]
- لإعادة توزيع مواقع توليد الكهرباء لها أثر جغرافي يتطلب تطورا كبيرا في البنية التحتية لتحقيق إنتاج جديد في مناطق الاستهلاك. يتطلب على سبيل المثال في ألمانيا، لبناء أربعة «طرق سريعة للكهرباء» كبيرة يبلغ مجموعها 3.800 كم ، من تور بينات الرياح شمالا إلى الجنوب الصناعي أكثر من 32 مليار. [134]
- تتطلب بعض تقنيات التخزين، مثل توربينات الضخ، الكثير من المساحة، ولهذا السبب تهتم ألمانيا بشكل خاص بكفاءة تقنية الغاز.
- وتستطيع محاصيل إنتاج الوقود الحيوي أن تتنافس مع المحاصيل الغذائية ارتفعت أسعار الأراضي الزراعية. في ألمانيا، بين عام2007 وأوائل 2012 بمتوسط 25٪، وأحيانا أكثر من 85٪ في شرق البلاد وحوالي 13٪ في الغرب. ووفقا لاتحاد الفلاحين الألمان، يوجد منافسة شرسة بين الإنتاج الغذائي وإنتاج الطاقة في الريف. [135]
- تعتبر توربينات الرياح ومحطات الطاقة الكهرومائية ومحاصيل الوقود الحيوي وخطوط الطاقة كلها تدخلات في الطبيعة.
- وإذا أخذت التكاليف الخارجية في الاعتبار، فإن الكهرباء المنتجة من الألواح الكهروضوئية لا تزال أكثر تكلفة من الكهرباء التقليدية. [136]
- يؤخر الالتزام بشراء الكهرباء المنتجة من الطاقات المتجددة تكاليف الإنتاج لجميع المستهلكين [137], يمكن أن يؤدي تطوير البنية التحتية الجديدة في غياب المنافسة الكافية في السوق إلى زيادة كبيرة في العبء الواقع على المستهلكين. [138]
- وفي ألمانيا، لا يتم توزيع تمويل الانتقال الطاقي بطريقة عادلة ، ووفقا لدراسة أجراها المعهد الاقتصادي الألماني، تدفع الأسر الفقيرة الكهرباء الشمسية والرياح المدعومة عشرة أضعاف من الأسر الغنية [139],[140] ، ويتم بالإضافة إلى ذلك ، وعلى عكس الشركات الصغيرة ومعظم المتوسطات معفاة الصناعات الكثيفة للاستخدام للطاقة إلى حد كبير من المشاركة.  وفقا لوكالة الشبكة الاتحادية ، يتطلب من الشركات الكبرى التي تمثل 18٪ من استهلاك الكهرباء في ألمانيا المساهمة بنسبة 0.3% لتمويل مشروع الانتقال الطاقي [141],[142], ونتيجة لهذا أدخلت المفوضية الأوروبية إجراء لتخصيص المعونة الإعانات المقدمة إلى الشركات الكبيرة على حساب المستهلكين الصغار والأفراد، في يونيه 2012. [143]
- يخفي الانتقال الطاقي الذي يقتصر على البلدان المتقدمة وحدها ويفتقر إلى اتفاق دولي بشأن قضايا المناخ مشكلة التوزيع الحالي لاستهلاك الطاقة الأحفورية على نطاق عالمي. حتى لو تمكنت بعض البلدان الرائدة من خفض انبعاثات ثاني اكسيد الكربون عن طريق تحسين إنتاجها من الطاقة ، فإن التأثير البشري على التركيز العالمي لثاني اكسيد الكربون لن ينخفض إذا ما تحولت هذه الانبعاثات إلى بلدان أخرى مثلا عن طريق نقل وحدات الإنتاج إلى البلدان الناشئة أو النامية حيث يكون سعر الطاقة أكثر جاذبية ، ولا تزال آليات الاتجار بالانبعاثات ، المصممة لمعالجة هذه المشكلة ، غير متطورة على الصعيد الدولي على نحو كاف. [144]
- ويعتقد بعض الخبراء أنه إذا أصبحت توربينات الرياح تولد الطاقة العالمية بكمية كبيرة في ، فإنها ستسهم أيضا في الارتفاع العالمي. [145]
- الاعتماد القوي لتقنيات الرياح والضوئية على الأتربة النادرة. [146]
- ويشير تقرير للبنك الدولي نشر في يوليو 2017 إلى أن «تركيبة التكنولوجيات المفترض أن تغذي التحول إلى الطاقة النظيفة - الرياح والطاقة الشمسية والهيدروجين والكهرباء - تتطلب بالفعل موارد أكبر بكثير من أنظمة الطاقة. في الطاقة التقليدية»: إذا اتخذ العالم التدابير اللازمة لاحتواء ارتفاع درجة الحرارة إلى حد كبير أقل من 2 درجة مئوية مقارنة بمستويات ما قبل الثورة الصناعية، فإن الطلب على المعادن قد يتضاعف ؛ وأبرز مثال على ذلك هو تطوير بطاريات التخزين الكهربائية المستخدمة لتخزين الكهرباء التي تنتجها الرياح والطاقة الشمسية، والتي يمكن أن تؤدي إلى قفزة 1000٪ في الطلب على الليثيوم . [147] .

### جوانب أخرى

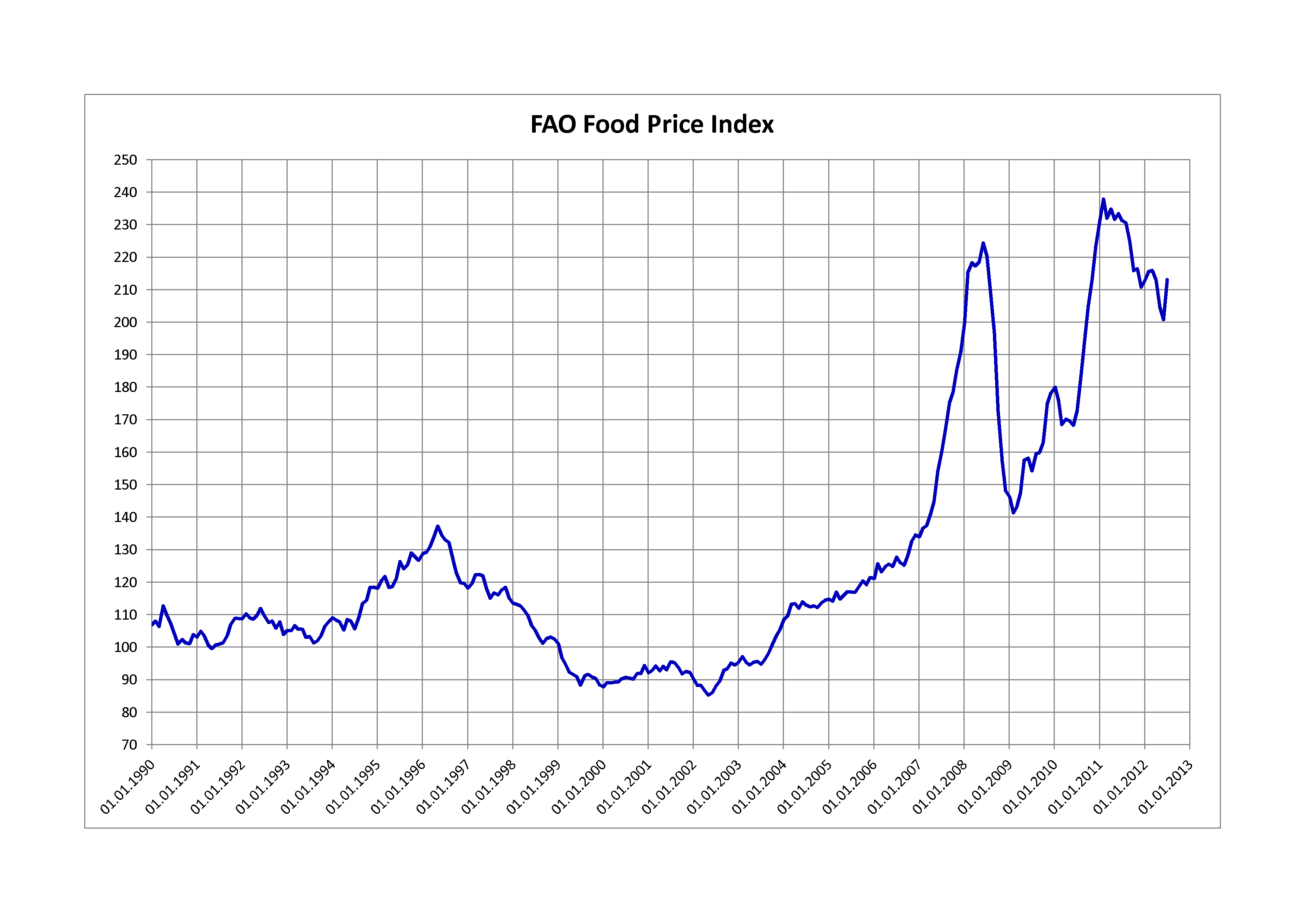
مؤشر أسعار الأغذية في منظمة الأغذية والزراعة، من يناير 1990 حتي يوليه 2012.

ويعتبر الاستخدام المتزايد للوقود الحيوي أحد أسباب ارتفاع أسعار المواد الغذائية، الذي بدأ في عام 2003 [148]، والذي أدى أيضا إلى ارتفاع الأسعار في نهاية عام 2007، خلال «أزمة التورتيا»: فقد أثر المزارعون الأمريكيون، في ظل زخم الحكومة ، على ما يقرب من ربع الذرة المزروعة في البلاد. وإنتاج الإيثانول الحيوي، مما أدى إلى ارتفاع أسعار الذرة في العالم، الأمر الذي جعل الفطائر المكسيكية غير قابلة للبيع [149] تزيد الاحتياجات الغذائية المتزايدة المرتبطة بزيادة سكان العالم من إبراز هذه المنافسة على المساحة القابلة للزراعة ، ولا ينبغي إهمال الآثار لذلك على البيئة.
بدأ العديد من البلدان المتقدمة والنامية في تطوير طاقاتها المتجددة بطريقة هائلة. ويعتقد مناصرو التحول في الطاقة أن هذا التطور لا مفر منه نظراً لطبيعة الوقود الاحفوري المحدودة وسعره المتزايد باستمرار والاحتباس الحراري والأخطار الناجمة عن استخدام الطاقة النووية والتخلص النهائي من النفايات المشعة.
ولا تزال الطاقة الكهروضوئية في عام 2012 أكثر تكلفة من الوقود الأحفوري (وطاقة الرياح)، على الرغم من انخفاض الأسعار حتى الآن بشكل مستمر ، ويرجع هذا الانخفاض إلى الكميات المتوفرة نتيجة لزيادة الإنتاج والمنافسة القوية والتقدم التكنولوجي (منحنى التعلم). ويهدف هذا القطاع إلى تخفيض إضافي بنسبة 40٪ بحلول عام 2020. [150]
وانخفضت تكاليف طاقة الرياح ايضاً في السنوات الأخيرة ومن المتوقع أن تستمر في الانخفاض ، وبالفعل يتم إطفاء توربينات الرياح بشكل متزايد ، وبالتالي تنتج الكهرباء بتكلفة مخفضة.
وتؤدي اللامركزية في إنتاج الطاقة إلى زيادة استقرار الشبكة. ويمكن إصلاح العطل الذي يحدث على وحدات إنتاج فردية صغيرة بسهولة أكبر من عطل رئيسي في مصنع كبير ، وقد تكون هناك حاجة لتكنولوجيات مثل الشبكة[ ؟ ] الذكية أو التحكم في الوقت الحقيقي لدرجة حرارة خطوط الكهرباء (والتي ستزيد من التيار الدائم المسموح به)، وذلك للطابع المتقطع للطاقات المتجددة. [151]
وتساهم محطات الطاقة الافتراضية أيضا في تأمين التوريد عن طريق الربط بذكاء بين منتجي الطاقة المتجددة ، وعند الاستحقاق للمستهلكين. [152]
ويمكن استخدام الطاقات المتجددة، ولا سيما الطاقة الكهروضوئية، في الصيف عندما تصبح مياه الأنهار غير كافية لتبريد محطات توليد الطاقة الكهربائية التقليدية التي يجب بعد ذلك تبريدها وإبطائها أو إيقافها ، وأصبحت هذه الحالات أكثر تكرراً بسبب الاحتباس الحراري؛ مما يؤدي إلى انخفاض مستوى العديد من الأنهار وزيادة في درجة حرارتها . [153],[154]

## مناقشة حول إمكانات الطاقات المتجددة واحتياجات الطاقة العالمية
وفي عام 2007، يرى جيروين فان دير فير، رئيس شركة شل للنفط آنذاك، أنه من الممكن تغطية 30٪ من الاحتياجات بمساعدة الطاقات المتجددة بحلول عام 2050، إلا أنه يشير إلى أن استهلاك النفط والغاز والفحم سيكون من الناحية المطلقة أعلى الوقت الحالي ، ووفقا له فلدى الناس فكرة خاطئة عن حجم التغييرات التي يحتجها الانتقال الطاقي. [155]
ومع ذلك، يوجد هناك عدة حجج ضده. أولاً، تعتبر احتياطيات النفط والغاز الطبيعي محدودة. وثانيا، يطرح إنتاج البنزين الاصطناعي من الفحم كبديل لمشكلتين: من الناحية الأولى الانبعاثات المفرطة للغازات الدفيئة ، ومن ناحية أخرى ارتفاع أسعار الفحم الناتج عنه، وأخيرا، من المتوقع أن يصل ذروة إنتاج هذه الموارد الثلاثة في العقود المقبلة.
يجب أن لا تؤدي إمدادات الطاقة بعد الآن إلى أي انبعاث لثاني أكسيد الكربون من أجل الحد من الارتفاع العالمي إلى 2 درجة مئوية وتجنب أي عواقب لا يمكن التنبؤ بها على المناخ ، بحلول 2040-2050 [156]، سيكون هذا الهدف قابلا للتحقيق تماما في ألمانيا شريطةً أن يتم تسريع تنمية الطاقات المتجددة [157] ، ويتضح من تحليل أجرته وكالة الطاقة المتجددة في عام 2009 ,[158] انه قد تم التقليل إلى حد كبير من إمكانات وسرعة تطوير هذه الطاقات ، إلا أنه من المستحيل وضع تنبؤات دقيقة بسبب العوامل الصعبة التي يتعين تقييمها ، مثل: زيادة القدرة التنافسية للطاقات المتجددة بسبب التقدم التكنولوجي ، وارتفاع أسعار الوقود الأحفوري ، والوقت المتبقي الذي لا يزال غير مؤكد لاحتياطيات الوقود الأحفوري وقدرة الجهود اللازمة للحفاظ على المناخ.
- هذه المقالة مترجمة جزئيا أو كليا من مقالة ويكيبيديا الألمانية[ ؟ ] معنونة (بالألمانية) «Energiewende» (طالع قائمة المشاركين في التحرير)

وتم تحقيق تقدم في احتياطيات الوقود الأحفوري بحيث لا يكون من المجدي أن نأمل أن يكون استنفادها كافياً لمنع الارتفاع العالمي المفرط؛ ووفقا لمجلة «الطبيعة»، يجب أن تظل ثلث احتياطيات النفط ، ونصف احتياطيات الغاز و80٪ من احتياطيات الفحم تحت الأرض من أجل تحقيق هدف زيادة درجات الحرارة بمقدار درجتين مئويتين في عام 2050. [159]

## المذكرات والمراجع
- هذه المقالة مترجمة جزئيا أو كليا من مقالة ويكيبيديا الألمانية[ ؟ ] معنونة (بالألمانية) «Energiewende» (طالع قائمة المشاركين في التحرير)